# 沢城みゆき
沢城 みゆき（さわしろ みゆき、1985年〈昭和60年〉6月2日 - ）は、日本の声優、ナレーター、女優。長野県生まれ、東京都育ち。青二プロダクション所属。声優の沢城千春は弟。既婚。1児の母。

## 経歴
友人に誘われて、「まず一歩を踏み出してみたい」と思い、応募した1999年5月2日、『デ・ジ・キャラット』の新人声優オーディションに参加し、審査員特別賞を受賞。同作品のプチ・キャラット（ぷちこ）役に選ばれ、演技経験のないまま声優デビューする。
2001年放送の『しあわせソウのオコジョさん』のコジョピー役でテレビアニメ初主演。オーディションを主催したブロッコリーの預かりという形で芸能活動を続けていたが、『デ・ジ・キャラット』で共演した氷上恭子の推薦で、マウスプロモーションに所属。事務所付属の俳優養成所で、改めて演技を学ぶ。2007年秋からはTheatre劇団子の準劇団員として、演劇活動も始める（のちに退団）。2008年に大学を卒業した。
2011年に放送された『ルパン三世』のテレビスペシャル『ルパン三世 血の刻印 〜永遠のMermaid〜』より、峰不二子役を増山江威子から受け継いで演じている。沢城は3代目。
2015年8月1日付で青二プロダクションへ移籍。
2017年1月9日にテレビ朝日系で放送された、『人気声優200人が本気で選んだ！声優総選挙！3時間SP』にて、4位に選出された。
2018年4月1日から放送された『ゲゲゲの鬼太郎（第6作）』で鬼太郎役に抜擢される。テレビアニメで鬼太郎役の声優としては5人目。放送開始後ほどなく、産休に入るとの発表があったが、代役を立てることなく継続して演じきった。
2019年9月にはNHK連続テレビ小説『なつぞら』で、劇中アニメの声優役という異例な形式にて初の実写ドラマ出演を果たす。
2021年、第8回Yahoo!検索大賞声優部門で2位を獲得。

## 受賞歴
- 1999年
  - 『デ・ジ・キャラット』新人声優オーディション 審査員特別賞[28]
- 2009年
  - 第3回声優アワード 助演女優賞
- 2010年
  - 第4回声優アワード 主演女優賞[29]
- 2011年
  - 第5回声優アワード 海外ファン賞
- 2012年
  - ファミ通アワード2011 キャラクターボイス賞[30]
- 2013年
  - ニュータイプアニメアワード2013 女性声優賞[31]
- 2015年
  - 第9回声優アワード 助演女優賞[32]
- 2016年
  - ファミ通アワード2015 女性キャラクターボイス賞[33]
- 2017年
  - ニュータイプアニメアワード2017 女性声優賞[34]

## 人物
2014年6月2日に一般男性と結婚。6月8日に所属事務所の公式ブログで発表した。
2018年6月28日、同年夏（早ければ7月）から産前・産後休業および育児休業に入ることを発表。同年11月5日、『報道ステーション』のナレーションで仕事に復帰した。
所持資格は普通自動車免許。趣味は読書。特技は料理（予定）、英語少々。

### 声優になるきっかけ
演技に興味を持ち始めたのは、小学校の学芸会で魔女の役をやった時に「すごいね」と褒められ、「作文でも運動でも一番になれなかったが、これなら一番になれそう」と思ったこと。また、声優に興味を持ったきっかけは同級生が夢中になっていたアニメ『るろうに剣心』を一緒に観たことが大きいと語っている。また、声優になりたいと思った理由の1つに「小学生時、本を読んでいるときに、自分が本の中のキャラという他人に成り切ることができるということを発見した」ことを挙げている。元々特撮好きで特に女優の曽我町子には強い憧れを持っていた。転機となったのは上記のオーディションに合格したことだった。声優アワードでは誠実な芝居で数多くの作品を支える演技派として評価されている。

### 特色
役柄としては、可愛らしい少女役から青年役までさまざまな声色を持っている。
『Go!プリンセスプリキュア』では悪の王女・トワイライト / ブラックプリンセスとその洗脳が解けてプリキュアとへ覚醒した紅城トワ / キュアスカーレットを演じている。以前ゲストキャラクターとして出演した『ふたりはプリキュアMaxHeart』の時には『デ・ジ・キャラットにょ』などにも出演していたことから「打倒プリキュア」の気持ちで出演したことがあるのと、前述の曽我町子への敬愛もあり悪役として出演を希望していたが、年齢も若いことからプリキュア役のオーディションを受けており、今回トワイライトも演じることで一時的ではあるものの「『まずプリキュアを倒す』という気持ちから入れたのは長年の思いが叶った」と喜びを語っている。
英語が堪能であり、『ストリートファイターIV』にてイギリス人キャラクターのキャミィの声を演じた際には、英語吹き替え版製作のために沢城が演じた日本語版のボイスを参考用に海外に持っていき、英語吹き替えを担当する声優に聴いてもらっていたところ、その場に居合わせた現場の音響監督が勘違いし、「まだ演技を始めなくていい」と英語版の担当声優に注意してしまったと語られている。
描かれてはいないキャラクターの日常生活から考えていくアプローチをしている。

### 交友関係・エピソード
水樹奈々とは大学の卒業を祝ってもらったり、水樹の新宿コマ劇場での座長公演に直々の依頼を受けて出演したりする間柄である。水樹と一緒に屋久島に1泊2日の旅行をしたことがある。
有川浩作「シアター!シリーズ」は、同氏の代表作である『図書館戦争』がアニメ化された際に沢城が声優を務めた縁で、沢城とその所属するTheatre劇団子をモデルに書かれている。また、作中の高等学校の依頼を受けて地方公演を行うエピソードを元に、2011年1月に舞台『もう一つのシアター!』がTheatre劇団子により上演されたが、その際に沢城がモデルとなっている羽田千歳役を沢城自身が演じている。

## 休業中の代役・後任
沢城の産休に伴い、代役や後任を務めた人物は以下の通り。
| 後任       | 役名                 | 作品                              | 後任の初出演                               | 復帰時期                                                  |
| ---------- | -------------------- | --------------------------------- | ------------------------------------------ | --------------------------------------------------------- |
| 庄司宇芽香 | ナレーション         | 『NEWSな2人』                     | 2018年7月放送回                            | 2018年11月3日放送回                                       |
| 鈴木麻里子 | ナレーション         | 『櫻井・有吉 THE夜会』            | 2018年7月放送回                            | 2018年10月18日放送回                                      |
| 進藤尚美   | ナレーション         | 『報道ステーション』              | 2018年7月放送回                            | 2018年11月3日放送回                                       |
| 進藤尚美   | ナレーション         | 『サタデーステーション』          | 2018年7月放送回                            | 2018年12月8日放送回                                       |
| 高橋李依   | 坂野上昇             | 『イナズマイレブン アレスの天秤』 | テレビアニメ版                             | なし                                                      |
| 白石涼子   | 遠松エイジ           | 『ポチっと発明 ピカちんキット』   | 第37話                                     | 第47話                                                    |
| 桑島法子   | シャーロット・プリン | 『ONE PIECE』                     | 第856話                                    | 第866話                                                   |
| 鎌倉有那   | ミンフィリア         | 『ファイナルファンタジーXIV』     | 『ファイナルファンタジーXIV 漆黒の反逆者』 | 『ポプテピピック TVアニメーション作品第二シリーズ』第10話 |

『ゲゲゲの鬼太郎（第6作）』の鬼太郎役と『ルパン三世 PART5』の峰不二子役は代役を立てないまま続投収録できる処置を取り、沢城の継続役となった。

## 出演
太字はメインキャラクター。

### テレビアニメ
1999年
- デ・ジ・キャラット（1999年 - 2004年、プチ・キャラット） - 3シリーズ + 特別編4作品

2000年
- 六門天外モンコレナイト（ワルキュリア少女新兵隊フー）
- だぁ!だぁ!だぁ!（岡田愛）

2001年
- ギャラクシーエンジェル（2001年 - 2004年、ミント・ブラマンシュ、ぷちこ、ユリッペ、ピント） - 4シリーズ + 特別編
- ココロ図書館（いいな、進藤ココロ）
- しあわせソウのオコジョさん（2001年 - 2002年、コジョピー）

2002年
- ぴたテン（樋口湖太郎）
- プリンセスチュチュ（ランプの精）

2003年
- WOLF'S RAIN（錬金術師C）
- おじゃる丸（たまえ）
- おねがい☆ツインズ（社裕香）
- 銀河鉄道物語（2003年 - 2006年、リフル、ベルガ、秘書官クリス、美女、伯爵夫人） - 2シリーズ
- それいけ!アンパンマン（2003年 - 2022年、サラダ姫 / サラダ王子、クマ太〈13代目〉、ポー〈代役〉）
- PEACE MAKER鐵（ほたる）

2004年
- 魁!!クロマティ高校（看護婦、ぷちこ）
- カレイドスター 新たなる翼（ソフィー・オズワルド）
- ケロロ軍曹（ノントルマの少女、木下黎）
- 最遊記RELOAD GUNLOCK（子供）
- DearS（キィ）
- レジェンズ 甦る竜王伝説（英語A太、総務）
- ローゼンメイデン（2004年 - 2013年、真紅） - 3シリーズ + 特別編

2005年
- おねがいマイメロディ（2005年 - 2009年、小暮駆、はりねずみくん、バコ、カエル、柊潤〈幼少時代〉、バク十一郎） - 4シリーズ
- 機動新撰組 萌えよ剣 TV（蘭々）
- 極上生徒会（市川まゆら）
- D.C.S.S. 〜ダ・カーポ セカンドシーズン〜（工藤叶）
- バジリスク 〜甲賀忍法帖〜（蛍火、お幻〈若い頃〉）
- ぱにぽにだっしゅ!（芹沢茜）
- ビューティフル ジョー（エイミー）
- ふたりはプリキュア Max Heart（アリサ）
- フルメタル・パニック! The Second Raid（夏玉蘭）

2006年
- ウィンターガーデン（プチ・キャラット）
- うたわれるもの（アルルゥ）
- N・H・Kにようこそ!（草野優）
- おとぎ銃士 赤ずきん（2006年 - 2007年、いばら姫）
- 鍵姫物語 永久アリス輪舞曲（ロリーナ・リリーナ）
- ガラスの艦隊（ゴーダ、ミシェル・ヴォルバン〈少年時代〉）
- ギャラクシーエンジェる〜ん（ミント・ブラマンシュ）
- ゴーストハント（黒田）
- 地獄少女（桜木加奈子）
- SoltyRei（ミィ）
- ネギま!?（ネカネ・スプリングフィールド、シチミ、黒薔薇男爵、ナギ・スプリングフィールド） - 第9話のアイキャッチイラストも担当。
- 姫様ご用心（菜花そばな）
- BLACK BLOOD BROTHERS（カサンドラ・ジル・ウォーロック）
- 舞-乙HiME（サラ・ギャラガー）
- まじめにふまじめ かいけつゾロリ（デイジー）
- 蟲師（2006年 - 2014年、ヨキ / ギンコ〈少年期〉） - 2シリーズ
- 吉宗（水扇）
- 落語天女おゆい（谷中妙）
- RED GARDEN（クレア・フォレスト）

2007年
- かみちゃまかりん（九条和音）
- 機神大戦ギガンティック・フォーミュラ（神代神名）
- ご愁傷さま二ノ宮くん（北条麗華）
- さよなら絶望先生（2007年 - 2009年、関内・マリア・太郎、ことのん 他） - 3シリーズ
- しゅごキャラ!（2007年 - 2010年、ヨル、×キャラ、×たま、二階堂悠〈幼年期・少年時代〉、シュウ、翔太 他） - 3シリーズ
- スカイガールズ（桜野優希）
- 素敵探偵ラビリンス（日向マユキ〈繭樹〉）
- ドラゴノーツ -ザ・レゾナンス-（ソウヤ・アキラ、ローラ、タチバナ・カズキ〈幼少時代〉）
- のだめカンタービレ（2007年 - 2008年、千秋真一〈子供時代〉、女子学生B） - 2シリーズ
- 爆丸バトルブローラーズ（2007年 - 2010年、カニ、チャン・リー） - 2シリーズ
- Hello Kitty りんごの森とパラレルタウン（2007年10月 - 2008年3月、リンダ、少年C）
- ひだまりスケッチ（2007年 - 2012年、大家さん、クラスメイト、猫、真実） - 4シリーズ + 特別編4本
- ヒロイック・エイジ（レクティ・レクゥ）
- BLUE DROP 〜天使達の戯曲〜（千光寺萩乃）
- レ・ミゼラブル 少女コゼット（ベアトリス）

2008年
- かんなぎ（青葉つぐみ、御厨仁〈少年時代〉）
- クリスタル ブレイズ（キリエ）
- 紅（紅真九郎）
- 鉄のラインバレル（2008年 - 2009年、山下サトル）
- ストライクウィッチーズ（2008年 - 2020年、ペリーヌ・クロステルマン） - 3シリーズ
- 西洋骨董洋菓子店 〜アンティーク〜（誘拐された子供）
- 図書館戦争（柴崎麻子）
- 夏目友人帳（2008年 - 2024年、笹田純、親戚のおばさん、女子高生） - 7シリーズ
- 二十面相の娘（香山望）
- のらみみ2（アカホッペ）
- 伯爵と妖精（ジミー）
- PERSONA -trinity soul-（神郷洵、神郷結祈）
- 夜桜四重奏 〜ヨザクラカルテット〜（2008年 - 2013年、五十音ことは） - 2シリーズ
- ワールド・デストラクション 〜世界撲滅の六人〜（マーヤ）
- 我が家のお稲荷さま。（座敷童子）

2009年
- うみものがたり 〜あなたがいてくれたコト〜（小島）
- CANAAN（カナン）
- 君に届け（2009年 - 2011年、矢野あやね） - 2シリーズ
- GA 芸術科アートデザインクラス（友兼〈トモカネ〉、トモカネ兄 / 2年生）
- ジュエルペット（2009年 - 2015年、有栖川あおい、ラブラ、藍沢晶子、オパール、平和泉、レディ・レクター 他） - 7シリーズ
- 聖剣の刀鍛冶（ドリス）
- 宇宙をかける少女（馬場つつじ）
- 宙のまにまに（近江あゆみ）
- 戦う司書 The Book of Bantorra（ミレポック＝ファインデル）
- ティアーズ・トゥ・ティアラ（リディア）
- テガミバチ（2009年 - 2011年、ラグ・シーイング） - 2シリーズ
- 東京マグニチュード8.0（イツキ、イツキの母）
- 夏のあらし!（モブ）
- 〈物語〉シリーズ（2009年 - 2019年、神原駿河） - 5シリーズ
- Phantom 〜Requiem for the Phantom〜（キャル・ディヴェンス / ドライ・ファントム）
- FAIRY TAIL（2009年 - 2024年、バルゴ、ウル、ウルティア） - 4シリーズ
- マリア様がみてる 4thシーズン（高城典）
- まりあ†ほりっく（2009年 - 2011年、寮長先生） - 2シリーズ

2010年
- 荒川アンダー ザ ブリッジ（マリア） - 2シリーズ
- Angel Beats!（岩沢雅美）
- 学園黙示録 HIGHSCHOOL OF THE DEAD（毒島冴子）
- 探偵オペラ ミルキィホームズ（2010年 - 2018年、銭形次子） - 2シリーズ + 特別編3作品
- デュラララ!!（2010年 - 2016年、セルティ・ストゥルルソン、ナレーター） - 4シリーズ
- 伝説の勇者の伝説（カルネ・カイウェル）
- ネリーとセザール（ネリー）
- ひめチェン!おとぎちっくアイドル リルぷりっ（ビビ）
- ポケットモンスター ダイヤモンド&パール（マイ）

2011年
- うたの☆プリンスさまっ♪ マジLOVEシリーズ（2011年 - 2022年、七海春歌） - 4シリーズ + スペシャル1作品
- Aチャンネル（鎌手先生）
- 神様ドォルズ（空張久羽子）
- 境界線上のホライゾン（2011年 - 2012年、本多・正純） - 2シリーズ
- 銀魂'（ブルー霊子）
- クマ星人とぼく（ネコ星人、ネズミ星人、仮面の女）
- GOSICK -ゴシック-（コルデリア・ギャロ）
- しまじろう ヘソカ（ライト）
- そふてにっ（天地玲緒）
- ダンタリアンの書架（ダリアン〈ダンタリアン〉）
- デッドマン・ワンダーランド（咲神トト）
- HUNTER×HUNTER（第2作）（2011年 - 2013年、クラピカ）
- べるぜバブ（2011年 - 2012年、ベル坊〈カイゼル・デ・エンペラーナ・ベルゼバブ4世〉）
- まじっく快斗（2011年 - 2012年、小泉紅子）
- まよチキ!（鮫島コサメ）
- ラストエグザイル-銀翼のファム-（リリアーナ・イル・グラツィオーソ・メルロー・トゥラン）
- ルパン三世（2011年 - 2022年、峰不二子、黒蜥蜴） - 4シリーズ + 6作品

2012年
- 戦姫絶唱シンフォギア（2012年 - 2013年、櫻井了子 / フィーネ） - 2シリーズ
- イナズマイレブンGO クロノ・ストーン（シュウ）
- 妖狐×僕SS（子供双熾、女双熾）
- 宇宙兄弟（2012年 - 2014年、伊東せりか、南波六太〈子供時代〉、アポ、真壁風佳、カレンキャット、レッサーリンダ 他）
- AKB0048（2012年 - 2013年、13代目 前田敦子） - 2シリーズ
- K（2012年 - 2015年、淡島世理） - 2シリーズ
- ココロコネクト（稲葉姫子）
- PSYCHO-PASS サイコパス（2012年 - 2019年、唐之杜志恩） - 3シリーズ
- 人類は衰退しました（Y）
- 絶園のテンペスト（鎖部葉風）
- 戦国コレクション（杉谷善住坊）
- となりの怪物くん（吉田優山〈幼少時代〉）
- 夏色キセキ（逢沢涼夏）
- BTOOOM!（吉良康介）
- ブラック★ロックシューター（小鳥遊ヨミ）
- ポケットモンスター ベストウイッシュ シーズン2（2012年 - 2013年、マヤ、ドラゴ）
- めだかボックス アブノーマル（名瀬夭歌 / 黒神くじら）
- もやしもん リターンズ（マリー）

2013年
- 銀河機攻隊 マジェスティックプリンス（スズカゼ・リン）
- ステラ女学院高等科C3部（鹿島そのら）
- ダンガンロンパ 希望の学園と絶望の高校生 THE ANIMATION（腐川冬子）
- DEVIL SURVIVOR2 the ANIMATION（マコト〈迫真琴〉）
- フォトカノ（深角友恵）
- BLAZBLUE ALTER MEMORY（カルル＝クローバー）
- まおゆう魔王勇者（女騎士）

2014年
- ウィッチクラフトワークス（メデューサ）
- 怪盗ジョーカー（2014年 - 2016年、クイーン / クイーン〈幼少期〉） - 4シリーズ
- 寄生獣 セイの格率（君嶋加奈）
- 月刊少女野崎くん（瀬尾結月）
- 攻殻機動隊入門 あらいず（ロジ子、コマ子、ロジコマ、ナレーション）
- 神撃のバハムート GENESIS（リタ）
- スペース☆ダンディ（カトリーヌ）
- Z/X IGNITION（上柚木綾瀬）
- ソードアート・オンライン シリーズ（2014年 - 2020年、シノン / 朝田詩乃） - 4シリーズ
- テンカイナイト（犬飼ゲン）
- ノーゲーム・ノーライフ（初瀬いづな）
- ノラガミ（2014年 - 2015年、毘沙門） - 2シリーズ
- ヒーローバンク（財前ミツオ）
- 風雲維新ダイ☆ショーグン（法光院）

2015年
- うたわれるもの 偽りの仮面（アルルゥ）
- ガンスリンガー ストラトス（レミー・オードナー）
- 金田一少年の事件簿R（第2期）（月読〈美咲〉ジゼル）
- ケイオスドラゴン 赤竜戦役（エィハ）
- 血界戦線（2015年 - 2017年、ビビアン） - 2シリーズ
- 攻殻機動隊 ARISE ALTERNATIVE ARCHITECTURE（ロジコマ）
- Go!プリンセスプリキュア（2015年 - 2016年、トワイライト / トワ〈紅城トワ〉 / キュアスカーレット）
- Charlotte（Sara Shane）
- 山田くんと7人の魔女（宮村レオナ）
- 六花の勇者（ナレーション、アドレット〈幼少期〉）
- ワカコ酒（ワカコ）
- ワンパンマン（モスキート娘）

2016年
- Occultic;Nine -オカルティック・ナイン-（紅ノ亞里亞）
- SHOW BY ROCK!!#（ヴィクトリアス）
- 双星の陰陽師（2016年 - 2017年、御弊島すばる）
- ダンガンロンパ3 -The End of 希望ヶ峰学園-（腐川冬子） - 2シリーズ
- 忍たま乱太郎の宇宙大冒険 with コズミックフロント☆NEXT ブラックホールで危機一髪!?の段（ミス・スワン）
- パズドラクロス（2016年 - 2018年、モルガン）
- ベルセルク（2016年 - 2017年、ルカ、スラン） - 2シリーズ
- 妖怪ウォッチ（ブレンダ、女カメッパ）
- ReLIFE（天津心）
- リルリルフェアリル（2016年 - 2018年、ラブラ） - 2シリーズ
- 私がモテてどうすんだ（二科志麻）

2017年
- スクールガールストライカーズ Animation Channel（夜木沼伊緒）
- ガヴリールドロップアウト（ゼルエル）
- GRANBLUE FANTASY The Animation（2017年 - 2019年、カタリナ） - 2シリーズ
- 神撃のバハムート VIRGIN SOUL（リタ）
- ベイブレードバースト シリーズ（2017年 - 2018年、クリスティーナ・クロダ） - 2シリーズ
- 境界のRINNE（姉祭・アネット・瞳）
- ONE PIECE（2017年 - 2024年、シャーロット・プリン）
- ポケットモンスター サン&ムーン（2017年 - 2019年、ライチ）
- 賭ケグルイ（2017年 - 2019年、桃喰綺羅莉、桃喰リリカ） - 2シリーズ
- Fate/Apocrypha（赤のセイバー / モードレッド）
- 妖怪アパートの幽雅な日常（久賀秋音、ウルズ）
- コンビニカレシ（弥後環九）
- プリンセス・プリンシパル（7）
- ドリフェス!R（真壁颯太）

2018年
- ポチっと発明 ピカちんキット（2018年 - 2020年、遠松エイジ）
- ゲゲゲの鬼太郎（第6作）（2018年 - 2020年、鬼太郎）
- デビルズライン（ジュリアナ・ロイド）
- ヲタクに恋は難しい（小柳花子）
-  陰陽師・平安物語（八百比丘尼）
- 中間管理録トネガワ（ざわ…ボイス〈002〉）
- 学園BASARA（いつき）

2019年
- フルーツバスケット（2019年 - 2021年、本田今日子） - 3シリーズ
- ストライクウィッチーズ 501部隊発進しますっ!（2019年 - 2021年、ペリーヌ・クロステルマン） - 2シリーズ
- Z/X Code reunion（上柚木綾瀬）
- アズールレーン（2019年 - 2020年、天城）

2020年
- プリンセスコネクト!Re:Dive（2020年 - 2022年、ラビリスタ） - 2シリーズ
- 新サクラ大戦 the Animation（村雨白秋）
- 戦乙女の食卓（2020年 - 2021年、雷電芽衣） - 2シリーズ
- ぐらぶるっ!（カタリナ）
- キミと僕の最後の戦場、あるいは世界が始まる聖戦（2020年 - 2025年、イリーティア・ルゥ・ネビュリス9世） - 2シリーズ
- 陰陽百鬼物語（八百比丘尼）

2021年
- オルタンシア・サーガ（シャルロ・ド・オルタンシア）
- 名探偵コナン（浅井成実〈第1000話以降〉）
- 赤ちゃん本部長（ミイコ）
- MARS RED（デフロット）
- アイカツプラネット!（ラグジュアリーローゼ）
- ドラゴン、家を買う。（スピンクス・カサンドラ）
- ぼくたちのリメイク（加納美早紀）
- KICK&SLIDE（ロボボ）
- EDENS ZERO（ヴァルキリー）
- 月が導く異世界道中（2021年 - 2024年、ソフィア） - 2シリーズ
- デジモンゴーストゲーム（2021年 - 2023年、ガンマモン）
- メガトン級ムサシ（2021年 - 2023年、クロウゼード・ライア、ドロシー） - 2シリーズ
- 鬼滅の刃 遊郭編（2021年 - 2022年、堕姫） - 2023年に劇場総集編『上弦集結、そして刀鍛冶の里へ』公開

2022年
- ヒロインたるもの!〜嫌われヒロインと内緒のお仕事〜（田村レイ）
- かぎなど（岩沢）
- 恋は世界征服のあとで（三途川鬼羅〈鮮血王女〉）
- うたわれるもの 二人の白皇（アルルゥ）
- よふかしのうた（2022年 - 2025年、鶯餡子〈目代キョウコ〉） - 2シリーズ
- 令和のデ・ジ・キャラット（2022年 - 2023年、プチ・キャラット）
- うる星やつら (2022)（2022年 - 2024年、サクラ） - 2シリーズ

2023年
- もののがたり（羽織） - 2シリーズ
- 真・進化の実〜知らないうちに勝ち組人生〜（デストラ）
- ちびゴジラの逆襲（ちびビオランテ）
- SHY（2023年 - 2024年、ツィベタ、レターナ） - 2シリーズ
- でこぼこ魔女の親子事情（アリッサの母）

2024年
- HIGH CARD（バースト）
- ザ・ファブル（佐藤洋子）
- ガールズバンドクライ（ミネ）
- ばいばい、アース（2024年 - 2025年、ドランブイ） - 2シリーズ

2025年
- 天久鷹央の推理カルテ（墨田淳子）
- BanG Dream! Ave Mujica（森みなみ）
- 黒執事 -緑の魔女編-（少年、もう一人のシエル）
- ウィッチウォッチ（伊武荊）

### 劇場アニメ
2001年
- デ・ジ・キャラット 星の旅（プチ・キャラット）

2002年
- エクスドライバー the Movie（アンジェラ）

2007年
- EX MACHINA（ヒトミ）
- 劇場版 NARUTO -ナルト- 疾風伝（シズク）

2008年
- 劇場版MAJOR メジャー 友情の一球（岸田憲一）
- HELLS ANGELS（スティーラ）

2009年
- 劇場版ヤッターマン 新ヤッターメカ大集合! オモチャの国で大決戦だコロン!（プラモン王子）
- 星に願いを Fantastic Cat（ヒカリ）
- ホッタラケの島 〜遥と魔法の鏡〜（テオ）

2010年
- イヴの時間 劇場版（チエ）
- ルー＝ガルー（麗猫）

2011年
- 劇場版イナズマイレブンGO 究極の絆 グリフォン（シュウ）
- 映画ドラえもん 新・のび太と鉄人兵団 〜はばたけ 天使たち〜（リルル）

2012年
- ヱヴァンゲリヲン新劇場版（2012年 - 2021年、鈴原サクラ） - 2作品
- ジュエルペット スウィーツダンスプリンセス（ラブラ、オパール）
- ストライクウィッチーズ 劇場版（ペリーヌ・クロステルマン）
- 図書館戦争 革命のつばさ（柴崎麻子）
- BUTA（キツネ）

2013年
- キャプテンハーロック -SPACE PIRATE CAPTAIN HARLOCK-（ケイ）
- 劇場版 HUNTER×HUNTER（クラピカ） - 2作品
- 攻殻機動隊ARISE -GHOST IN THE SHELL-（ロジコマ）
- BAYONETTA BLOODYFATE（セレッサ）
- 映画 ベルセルク 黄金時代篇III（スラン）
- PERSONA3 THE MOVIE（2013年 - 2016年、エリザベス、チドリ） - 4部作
- 魔女っこ姉妹のヨヨとネネ（孝洋）
- ルパン三世VS名探偵コナン THE MOVIE（峰不二子）

2014年
- イナズマイレブン 超次元ドリームマッチ（シュウ）
- 宇宙兄弟#0（南波六太〈子供時代〉）
- 劇場版 K MISSING KINGS（淡島世理）
- BUDDHA2 手塚治虫のブッダ -終わりなき旅-（アッサジ）
- LUPIN THE IIIRD 次元大介の墓標（峰不二子）

2015年
- 映画 Go!プリンセスプリキュア Go!Go!!豪華3本立て!!!（紅城トワ / キュアスカーレット）
- 劇場版 PSYCHO-PASS サイコパス（唐之杜志恩）
- 攻殻機動隊 新劇場版（ロジコマ）
- ストライクウィッチーズ Operation Victory Arrow vol.3 アルンヘムの橋（ペリーヌ・クロステルマン）
- ハーモニー（霧慧トァン）

2016年
- ラストエグザイル-銀翼のファム- Over The Wishes（リリアーナ・イル・グラツィオーソ・メルロー・トゥラン）
- 劇場版 探偵オペラ ミルキィホームズ〜逆襲のミルキィホームズ〜（銭形次子）
- 映画 プリキュアオールスターズ みんなで歌う♪奇跡の魔法!（紅城トワ / キュアスカーレット）
- 劇場版マジェスティックプリンス 覚醒の遺伝子（スズカゼ・リン）

2017年
- LUPIN THE IIIRD 血煙の石川五ェ門（峰不二子）
- 劇場版 ソードアート・オンライン -オーディナル・スケール-（シノン / 朝田詩乃）
- 映画 プリキュアドリームスターズ!（紅城トワ / キュアスカーレット）
- クレヨンしんちゃん 襲来!!宇宙人シリリ（シリリ、シリリの母）
- 劇場版 FAIRY TAIL -DRAGON CRY-（バルゴ）
- ノーゲーム・ノーライフ ゼロ（初瀬いづな）

2018年
- さよならの朝に約束の花をかざろう（ラシーヌ）
- K SEVEN STORIES（淡島世理） - 2作品
- フリクリ プログレ（ジュリア・ジンユ）
- 劇場版 夏目友人帳 〜うつせみに結ぶ〜（笹田純）
- 映画 HUGっと!プリキュア♡ふたりはプリキュア オールスターズメモリーズ（紅城トワ / キュアスカーレット）

2019年
- PSYCHO-PASS サイコパス Sinners of the System（唐之杜志恩） - 2作品
- LUPIN THE IIIRD 峰不二子の嘘（峰不二子）
- ストライクウィッチーズ 劇場版 501部隊発進しますっ!（ペリーヌ・クロステルマン）
- HUMAN LOST 人間失格（マダム）
- ルパン三世 THE FIRST（峰不二子）

2020年
- PSYCHO-PASS サイコパス 3 FIRST INSPECTOR（唐之杜志恩）
- 劇場版 Fate/Grand Order（2020年 - 2021年、モードレッド、ナイチンゲール） - 3作品
- HoneyWorks 10th Anniversary "LIP×LIP FILM×LIVE"（田村レイ）

2021年
- プリンセス・プリンシパル Crown Handler（2021年 - 2023年、7） - 3作品
- わたしのトーチカ（潜水服、少女、ママ） - 短編

2022年
- ジュエルペット あたっくとらべる!（ラブラ）
- 映画ざんねんないきもの事典（月子）
- 劇場版 アイカツプラネット!（ラグジュアリーローゼ）

2023年
- 金の国 水の国（ライララ）
- 劇場版 PSYCHO-PASS サイコパス PROVIDENCE（唐之杜志恩）
- ブラッククローバー 魔法帝の剣（プリンシア・ファニーバニー）
- 劇場版シティーハンター 天使の涙（アンジー）
- 鬼太郎誕生 ゲゲゲの謎（ゲゲゲの鬼太郎）

2025年
- ベルサイユのばら（オスカル・フランソワ・ド・ジャルジェ）
- LUPIN THE IIIRD THE MOVIE 不死身の血族（峰不二子）

時期未定
- ククリレイジュ -三星堆伝奇-（パクティ）

### OVA
2001年
- 倒凶十将伝 封魔五行伝承（水巻玲子）

2002年
- 高校鉄拳伝タフ（高石アケミ）

2003年
- アクエリアンエイジSagaII〜Don't forget me…〜（レイナ・アークトゥルス）
- Di Gi Charat劇場 ぴよこにおまかせぴょ!（プチ・キャラット）
- モエかん THE ANIMATION（メイドB）

2004年
- トップをねらえ2!（チコ・サイエンス）
- Memories Off 3.5 想い出の彼方へ（百瀬環）

2005年
- 戦闘妖精少女 たすけて! メイヴちゃん（ファーンII）

2006年
- 舞-乙HiME Zwei（サラ・ギャラガー）

2007年
- ストライクウィッチーズ（ペリーヌ・クロステルマン）
- デッドガールズ（クレア・フォレスト）

2008年
- 獄・さよなら絶望先生（関内・マリア・太郎）
- ストリートファイターIV〜新たなる絆〜（キャミィ、イライザ）
- テガミバチ〜光と青の幻想夜話〜（ラグ・シーイング） - ジャンプスーパーアニメツアー上映作品
- 東方二次創作同人アニメ 夢想夏郷〜A Summer Day's Dream〜（霧雨魔理沙）

2009年
- AIKa ZERO（E.T.A.I）
- OVA うたわれるもの（アルルゥ）
- 懺・さよなら絶望先生 番外地（関内・マリア・太郎）
- 日本昔ばなし・世界名作童話（ゆきおんな、こやぎF、母親、ナレーション、ベッキー）
- 魔法先生ネギま! 〜もうひとつの世界〜（ネカネ・スプリングフィールド）

2010年
- スーパーストリートファイターIV（キャミィ） - Xbox 360版限定特典アニメ
- 紅（紅真九郎）
- べるぜバブ 〜拾った赤ちゃんは大魔王!?〜（ベル坊〈カイゼル・デ・エンペラーナ・ベルゼバブ4世〉） - ジャンプスーパーアニメツアー上映作品
- メジャー・メッセージ（茂野大吾）
- 夜桜四重奏シリーズ（2010年 - 2014年、五十音ことは） - コミックス第9 - 11巻、第14 - 16巻OAD付き限定版

2011年
- 学園黙示録 ドリフターズ・オブ・ザ・デッド（毒島冴子）
- .hack//Quantum（トービアス / 生田衣織）
- FAIRY TAIL（バルゴ）

2012年
- Aチャンネル+smile（2012年 - 2017年、鎌手先生）
- ブラック★ロックシューター（小鳥遊ヨミ）
- ルパン三世 Master File（ナレーション）

2013年
- アイアンマン：ライズ・オブ・テクノヴォア（ブラック・ウィドー）
- コープスパーティー Tortured Souls -暴虐された魂の呪叫-（宍戸結衣）

2014年
- アベンジャーズ コンフィデンシャル: ブラック・ウィドウ & パニッシャー（ナターシャ・ロマノフ / ブラック・ウィドウ）
- 夏目友人帳 いつかゆきのひに（笹田純）
- ノラガミ（2014年 - 2016年、毘沙門）  - コミックス第11巻・第15巻・第16巻限定版

2015年
- 機動戦士ガンダム THE ORIGIN（2015年 - 2017年、クラウレ・ハモン） - 2019年に再編集作品『THE ORIGIN 前夜 赤い彗星』テレビ放送
- デュラララ!!×2（2015年 - 2016年、セルティ・ストゥルルソン） - 3作品

2018年
- ReLIFE 完結編（天津心）
- ルパン三世 ルパンは今も燃えているか?（峰不二子）

2019年
- ヲタクに恋は難しい（2019年 - 2021年、小柳花子） - 単行本第7・11巻OAD付き特装版

2021年
- Fate/Grand Carnival（アルテミス）

2022年
- フルーツバスケット -prelude-（本田今日子）

### Webアニメ
2000年代
- イヴの時間（2008年、チエ）
- やわらかめ（2009年、全役）

2010年代
- 化物語（2010年、神原駿河）
- ワルプルギスナイトフィーバー SOS TV（2010年、クリスタル・クリスタル）
- ポケットモンスター ブラック2・ホワイト2 紹介SPムービー（2010年、カミツレ）
- NEXT A-Class MercedesBenzs紹介映像（2012年、ニコ）
- 神羅万象〜天地神明の章〜（2014年、シズク）
- ももんず さんどうぃっち（2014年、めるろん王女）
- オシリスの天秤（2015年）
- 暦物語（2016年、神原駿河）
- ジュエルペット あたっくちゃんす!?（2016年、ラブラ）
- メガトン級ムサシ パイロットフィルム（2016年、クィーン）
- イナズマイレブン アレスの天秤 超新作映像「フットボールフロンティア編」（2017年、坂野上昇）
- THE KING OF FIGHTERS: DESTINY（2017年、アンジェリナ）
- あるゾンビ少女の災難（2018年、鴨志田沙也香）
- ているず おぶ ざ れいず 劇場（2018年、ミラ＝マクスウェル）
- Fate/Grand Order -絶対魔獣戦線バビロニア- Episode 0 Initium Iter（2019年、ナイチンゲール）

2020年代
- 終末のワルキューレ（2021年 - 2023年、ブリュンヒルデ、ナレーション） - 2シリーズ
- 人形学園（2022年、芽衣）
- 賭ケグルイ双（2022年、桃喰綺羅莉）
- Fate/Grand Order 藤丸立香はわからない（2022年 - 2023年、モードレッド、ナイチンゲール、アルテミス） - 1シリーズ + 特別編
- ルパン三世VSキャッツ・アイ（2023年、峰不二子）
- 崩壊:スターレイル ショートアニメ（2024年、黄泉）
- 〈物語〉シリーズ オフ&モンスターシーズン（2024年、神原駿河）
- 君に届け 3RD SEASON（2024年、矢野あやね）
- LUPIN THE IIIRD 銭形と2人のルパン（2025年、峰不二子）

### ゲーム
2001年
- デ・ジ・キャラット ファンタジー（2001年 - 2003年、プチ・キャラット） - 2作品

2002年
- 侍（チェルシー）
- ファーストKiss☆物語II 〜あなたがいるから〜（織田桐姫乃）
- GALAXY ANGEL（2002年 - 2005年、ミント・ブラマンシュ） - 4作品
- 想い出にかわる君 〜Memories Off〜（百瀬環）

2003年
- エンジェリック・コンサート Xbox版（ピアラ＝セティス）
- ダンシングソード 〜閃光〜（ルシエル）
- 侍道2（奈美・ファンバステン）
- D.C.P.S. 〜ダ・カーポ〜 プラスシチュエーション（工藤叶）

2004年
- エンジェリック・コンサート アンコール（ピアラ＝セティス）
- 3年B組金八先生 伝説の教壇に立て!（中島ヒカル、冬月チハル）
- DearS（キィ）

2005年
- 極上生徒会（市川まゆら）
- 忍道 戒（喪巣忍者）
- D.C. Four Seasons 〜ダ・カーポ〜 フォーシーズンズ（工藤叶）
- Twelve〜戦国封神伝〜（トウグウ、マリア、剣式自動人形、銃式自動人形）
- プリンセスコンチェルト（フローラ）
- 舞-HiME 〜運命の系統樹〜（巧海）
- Little Aid（篠井有希、澤村寧音）

2006年
- うたわれるもの 散りゆく者への子守唄（アルルゥ）
- かまいたちの夜2 特別編（中島ヒカル）
- Quartett! -THE STAGE OF LOVE-（ジゼル・シュトルツェン）
- GALAXY ANGEL II（2006年 - 2009年、ミント・ブラマンシュ） - 3作品
- 新世紀GPXサイバーフォーミュラ Road to the Infinity 3（神奈玲）
- Strawberry Panic!（涼水玉青）
- デジモンセイバーズ アナザーミッション（神楽由麻）
- 転生學園月光録（舞坂操）
- ペルソナ3（2006年 - 2024年、チドリ / 吉野千鳥、エリザベス） - 4作品
- レッスルエンジェルス サバイバー（南利美、真壁那月）
- ローゼンメイデン ドゥエルヴァルツァ（真紅）

2007年
- アルトネリコ2 世界に響く少女たちの創造詩（クローシェ・レーテル・パスタリエ、アリス）
- エンジェル・プロファイル（ユリウス〈息子〉）
- オーディンスフィア（ベルベット）
- オペレーション・ダークネス（コーデリア・ブレイク）
- ディア ピアニッシモ ルフラン（学園長）
- テイルズ オブ イノセンス（シアン・テネブロ / ケルベロス）
- 武装神姫 BATTLE RONDO（騎士型MMS サイフォス）
- プリンセスメーカー5（アシェット・ジェノワーズ）
- マナケミア 〜学園の錬金術士たち〜（ティティルミミニケメレ）
- リゼルクロス（マリオン）
- ローゼンメイデン ゲベートガルテン（真紅）

2008年
- シドとチョコボの不思議なダンジョン 時忘れの迷宮DS+（ラファエロ）
- 零 月蝕の仮面（麻生海咲）
- チョコボと魔法の絵本 魔女と少女と5人の勇者（ラフィ、エリィ）
- ティアーズ・トゥ・ティアラ 花冠の大地（リディア）
- トゥルーフォーチュン（紫乃上梨恵）
- ひぐらしのなく頃に絆 第二巻・想（赤坂美雪）
- BLAZBLUE CALAMITY TRIGGER（カルル＝クローバー）
- ユグドラ・ユニオン（ミラノ）
- 428 〜封鎖された渋谷で〜（カナン）
- ラスト レムナント（ひな、はな）
- ルーンファクトリー フロンティア（うづき）
- レッスルエンジェルス サバイバー2（南利美、真壁那月）

2009年
- AIKA ONLINE（デュアルガンナー）
- アニーのアトリエ 〜セラ島の錬金術士〜（ペペ）
- アルカナハート3（ヴァイス）
- 朧村正（百姫）
- グランディア オンライン（コルタ族〈女〉）
- シャイニング・フォース フェザー（ラヴィニア）
- スターオーシャン4 -THE LAST HOPE-（リムル / リムル・レムリ・ファイ）
- ストライクウィッチーズ（2009年 - 2010年、ペリーヌ・クロステルマン） - 4作品
- ストリートファイターIV（2009年 - 2010年、キャミィ、エド） - 2作品
- セイクリッドブレイズ -SACRED BLAZE-（ラムシン）
- 罪と罰 宇宙の後継者（ヒバル・ヤジュー）
- ティアーズ・トゥ・ティアラ外伝 -アヴァロンの謎-（リディア）
- (PW)Project Witch（野中ようこ）
- ひぐらしのなく頃に絆 第三巻・螺（赤坂美雪）
- ファンタシースターポータブル2（ユート・ユン・ユンカース、クノー）
- BLAZBLUE CONTINUUM SHIFT（カルル＝クローバー）
- ホッタラケの島 カナタと虹色の鏡（テオ）
- 魔女になる。（シャット）
- ルミナスアーク3 アイズ（イナルナ）

2010年
- Another Century's Episode:R（オータム）
- エストポリス（アイリス、エリーヌ、ミルカ）
- ゲームブックDS アクエリアンエイジ Perpetual Period（リディア・ラグランジュ）
- キングダム 一騎闘千の剣（羌瘣）
- コープスパーティー ブラッドカバー リピーティッドフィアー（宍戸結衣）
- 紅魔城伝説II 妖幻の鎮魂歌（十六夜咲夜）
- サモンナイトグランテーゼ 滅びの剣と約束の騎士（フォルト・フォーリア、コトハ・ナギノ）
- 斬撃のREGINLEIV（ブリュンヒルデ）
- GA 芸術科アートデザインクラス Slapstick WONDER LAND（友兼〈トモカネ〉、トモカネ兄）
- スターオーシャン4 -THE LAST HOPE- INTERNATIONAL（リムル / リムル・レムリ・ファイ）
- 戦国BASARA モバイル（いつき）
- D.C.I&II P.S.P 〜ダ・カーポI&II〜 プラスシチュエーション ポータブル（工藤叶）
- ダンガンロンパ 希望の学園と絶望の高校生（腐川冬子）
- 探偵オペラ ミルキィホームズ（銭形次子）
- テガミバチ こころ紡ぐ者へ（ラグ・シーイング）
- デュラララ!! 3way standoff（セルティ・ストゥルルソン）
- 東京鬼祓師 鴉乃杜學園奇譚（白、牧村久榮）
- FAIRY TAIL PORTABLE GUILD（ウル、バルゴ）
- BLAZBLUE CONTINUUM SHIFT II（カルル＝クローバー）
- ぼくのなつやすみ2 ナゾナゾ姉妹と沈没船の秘密！（月夜野すみれ）
- 無限のフロンティアEXCEED スーパーロボット大戦OGサーガ（ゲルダ・ミロワール、クレオ・グレーテル）
- らぶでゅえ!（市原アキ）

2011年
- AQUAPAZZA（アルルゥ）
- イナズマイレブンGO（2011年 - 2013年、シュウ） - 3作品
- イナズマイレブン ストライカーズ（2011年 - 2012年、シュウ） - 2作品
- INSTANT BRAIN（麝香クロエ）
- うみねこのなく頃に散 〜真実と幻想の夜想曲〜（ドラノール・A・ノックス）
- エルソード（ラシェ）
- 黄金夢想曲†CROSS（ドラノール・A・ノックス）
- 快盗天使ツインエンジェル〜時とセカイの迷宮〜（マッティーア・アプリーレ）
- 機動戦士ガンダム オンライン（女性パイロット1）
- キャサリン（キャサリン）
- グラナド・エスパダ（ナタリー）
- コープスパーティー Book of Shadows（宍戸結衣）
- 侍道4（鬼怒川三姉妹・万由、千佳、百合）
- 雀龍門3（大人びた少女）
- 真・女神転生IMAGINE（朧〈オボロ〉）
- セブンスドラゴン2020（NAV3.6、キャラメイクボイス）
- 戦律のストラタス（仲間紀）
- たんていぶ（小泉祥子）
- テイルズ オブ エクシリア（ミラ＝マクスウェル）
- ヴァイスシュヴァルツ ポータブル（柴美波）
- ファイナルファンタジー零式（サイス）
- ファンタシースターポータブル2 インフィニティ（ユート・ユン・ユンカース、クノー、ヤオロズ）
- FAIRY TAIL PORTABLE GUILD 2（ウルティア、バルゴ）
- BLAZBLUE CONTINUUM SHIFT ENTEND（カルル＝クローバー）
- ブラック★ロックシューター THE GAME（GRAY）
- みんなのGOLF 6（シャオリン）
- 夕暮れのバルキリーズ（五十嵐すみれ）
- 嫁コレ（ダリアン〈ダンタリアン〉、青葉つぐみ、女騎士、真紅、シノン / 朝田詩乃、セルティ・ストゥルルソン）
- リネージュ2（破滅の女神シーレン）
- ルーンファクトリー オーシャンズ（アゼル）

2012年
- イングリっちゅ！〜アオイの4コマ英会話〜（鈴原アオイ）
- エクストルーパーズ（ジュリィ・フライシャー）
- 円卓の生徒 The Eternal Legend（エルサ）
- 鬼武者Soul（上杉謙信、伊達政宗、十河一存、龍造寺玉鶴、小谷のお邑、虎哉宗乙 他）
- お姉チャンバラZ〜カグラ〜（神楽、沙亜也）
- ガールズRPG シンデレライフ（峰不二子）
- ガンスリンガー ストラトス（レミー・オードナー）
- 極限脱出ADV 善人シボウデス（倉式茜〈2029年〉）
- クリスタル◆コンクエスト（ル・シア）
- ケイオスリングスII（コナー）
- 幻想水滸伝 紡がれし百年の時（主人公〈5歳〉、マキア・ザフィール）
- コープスパーティー -THE ANTHOLOGY- サチコの恋愛遊戯♥Hysteric Birthday 2U（宍戸結衣）
- ココロコネクト ヨチランダム（稲葉姫子）
- 十三支演義 〜偃月三国伝〜（呂布）
- スーパーロボット大戦OGサーガ 魔装機神II REVELATION OF EVIL GOD（ニコ・サンドリーブ、リコ・サンドリーブ）
- ストリートファイター X 鉄拳（キャミィ）
- 戦国大戦 -1582 日輪、本能寺より出づる-（池田せん、R帰蝶、SS望月千代女、SSまつ）
- ソウルキャリバーV（アイヴィー）
- ソールトリガー（リトラー）
- タイムトラベラーズ（新道みこと）
- 探偵オペラ ミルキィホームズ 2（銭形次子）
- テイルズ オブ イノセンス R（シアン・テネブロ / ケルベロス、ミラ＝マクスウェル）
- テイルズ オブ エクシリア2（ミラ、ミラ＝マクスウェル）
- テイルズ オブ ザ ヒーローズ ツインブレイヴ（ミラ＝マクスウェル）
- デジモンワールド リ:デジタイズ（御神楽ミレイ）
- 東京バベル（リリス）
- 特殊報道部（棚橋彩）
- Dragon Age II（ホーク〈女〉）
- 那由多の軌跡（エリスレット）
- NEWラブプラス（佐々木万里）
- 化物語 ポータブル（神原駿河）
- HUNTER×HUNTER ワンダーアドベンチャー（クラピカ）
- ヒーローズファンタジア（アプトリオ）
- ファイアーエムブレム 覚醒（マイユニット、マーク〈女〉）
- FAIRY TAIL ゼレフ覚醒（ウルティア・ミルコビッチ、バルゴ）
- フォトカノ（深角友恵）
- Phantom -PHANTOM OF INFERNO-（キャル・ディヴェンス）※Xbox 360版
- BLAZBLUE CHRONOPHANTASMA（カルル＝クローバー）
- ペルソナ4 ジ・アルティメット イン マヨナカアリーナ（エリザベス）
- マックス アナーキー（リンリン）
- モンスターハンター フロンティア オンライン（VOICE TYPE30）
- ラスティハーツ（アンジェラ）

2013年
- ヴァルハラナイツ3（ベロニカ）
- お姉チャンバラZ〜カグラ〜 With NoNoNo!（神楽、沙亜也）
- 神次元ゲイム ネプテューヌV（ブロッコリーちゃん）※ダウンロードコンテンツで登場
- 仮面ライダー バトライド・ウォー（カナリア / 叶井梨絵、ツバメ / 叶井翼、看護師、キバーラ）
- 境界線上のホライゾン PORTABLE（本多・正純）
- KILLER IS DEAD（ムーンリバー）
- 月英学園 -kou-（瀬川まりあ）
- サウザンドメモリーズ（アーサー）
- サモンナイト5（龍姫）
- 神撃のバハムート（エミリア、リタ）
- ジョジョの奇妙な冒険 オールスターバトル（空条徐倫、アイリン）
- 新星のグランドユニオン（ヴェルディナ）
- 真・女神転生IV（イザボー、ホワイトメン）
- スーパーロボット大戦OGサーガ 魔装機神III PRIDE OF JUSTICE（ニコ・サンドリーブ、リコ・サンドリーブ）
- スーパーロボット大戦UX（山下サトル）
- スロッターマニアV 学園黙示録 HIGHSCHOOL OF THE DEAD（毒島冴子）
- スロッターマニアV 絶対衝激II（石河葵）
- セブンスドラゴン2020-II（ムラクモ、NAV3.6）
- ソードアート・オンライン -インフィニティ・モーメント-（シノン / 朝田詩乃）
- ダンガンロンパ1・2 Reload（腐川冬子）
- 超次次元ゲイム ネプテューヌRe;Birth1（ブロッコリーちゃん）
- デジモンワールド リ:デジタイズ デコード（御神楽ミレイ）
- トイ・ウォーズ（ナイトメアスペシャルボイスB）
- Dragon's Dogma Dark Arisen（メルセデス）
- 忍者アームズ
- BioShock Infinite（エリザベス）
- ファイナルファンタジーXIV：新生エオルゼア（ミンフィリア）
- 風雲！なでしこコレクション（難波果月、カレン横須賀、牧之原みどり、宇治原茶々、その他なでしこ全員、謎の女）
- フォトカノ Kiss（深角友恵）
- ペルソナ4 ジ・アルティマックス ウルトラスープレックスホールド（エリザベス）
- メタルギア ライジング リベンジェンス（コートニー・コリンズ）
- 妖女大戦（天邪鬼）
- 私がお世話してあげる!（鳴海美桜音）

2014年
- あかやあかしやあやかしの（ミコトの主）
- 古の女神と宝石の射手（魔王クロノス）
- ウルトラストリートファイターIV（キャミィ、ディカープリ）
- 鬼武者Soul カードラッシュ
- お姉チャンバラZ2 〜カオス〜（神楽、沙亜也）
- 神次次元ゲイム ネプテューヌRe;Birth3 V CENTURY（ブロッコリーちゃん）
- ガンスリンガー ストラトス2（レミー・オードナー）
- 学園K -Wonderful School Days-（淡島世理）
- 機動戦士ガンダム外伝 ミッシングリンク（ドリス・ブラント）
- CV 〜キャスティングボイス〜（荻原さおり）
- グランブルーファンタジー（2014年 - 2025年、カタリナ / キャタピラさん、アレス、リタ、エミリア、ミラ＝マクスウェル、クラピカ） - 4作品
- グリモア〜私立グリモワール魔法学園〜（音無律）
- ケイオスリングスIII プリクエル・トリロジー（ドロシー）
- コアマスターズ（デモーナ）
- コープスパーティー BLOOD DRIVE（宍戸結衣）
- 三国志英歌
- ジェイスターズ ビクトリーバーサス（ベル坊）
- シャイニング・レゾナンス（マリオン・ル・シーラ、エト・ラ・シーラ）
- 白猫プロジェクト（イリア・ノクターン、クラピカ）
- 神魔×継承!ラグナブレイク（ルナ・マギカロスティア）
- 神話帝国ソウルサークル（海賊王女アルビダ）
- 超ヒロイン戦記（プチ・キャラット）
- スーパーロボット大戦OGサーガ 魔装機神F COFFIN OF THE END（ニコ・サンドリーブ、リコ・サンドリーブ）
- SKYLOCK - 神々と運命の五つ子 -（ミンシア、ティエラ）
- スクールガールストライカーズ（夜木沼伊緒）
- Z/X IGNITION 五世界の輪舞（上柚木綾瀬）
- 絶対絶望少女 ダンガンロンパ Another Episode（腐川冬子）
- 戦国BASARA4（京極マリア）
- ソードアート・オンライン -ホロウ・フラグメント-（シノン / 朝田詩乃）
- ソニプロ（星影ベルスタ）
- 戦場のウエディング（死の女神ビルヒニア）
- そうるん（シェンメイ）
- 第3次スーパーロボット大戦Z（2014年 - 2015年、夏玉蘭、チコ・サイエンス） - 2作品
- 大乱闘スマッシュブラザーズシリーズ（2014年 - 2018年、ルフレ〈女性〉） - 3作品
- チェインクロニクル〜絆の新大陸〜
- チェインクロニクルV
- 超次次元ゲイム ネプテューヌRe;Birth2 SISTERS GENERATION（ブロッコリーちゃん）
- テイルズ オブ アスタリア（ミラ＝マクスウェル）
- テイルズ オブ ザ ワールド レーヴ ユナイティア（ミラ＝マクスウェル）
- デュラララ!! 3way standoff -alley- V（セルティ・ストゥルルソン）
- 電撃文庫 FIGHTING CLIMAX（セルティ・ストゥルルソン）
- VANITY of VANITIES（東方不敗）
- ヴァルハラナイツ3 GOLD（ベロニカ）
- ハンターヒーロー -HUNTER HERO-（ディアナ）
- ヒーローバンク（財前ミツオ） - 2作品
- ファンタシースター ノヴァ（フィルディア）
- BLAZBLUE CHRONOPHANTASMA EXTEND（カルル＝クローバー）
- ベヨネッタ（セレッサ） - Wii U版
- ペルソナQ シャドウ オブ ザ ラビリンス（エリザベス）
- 魔女のニーナとツチクレの戦士（魔女先生）
- MURDERED 魂の呼ぶ声（アビゲイル・ウィリアムズ）
- レゴ ムービー ザ・ゲーム（ワイルドガール）
- LEFT 4 DEAD -生存者たち-（霧島沙良）
- ローゼンメイデン ヴェヘゼルン ジー ヴェルト アップ（真紅）
- ワンダーフリック（ナタリア）

2015年
- アンジュ・ヴィエルジュ 〜第2風紀委員 ガールズバトル〜（リーナ＝リナーシタ）
- ウィッチャー3 ワイルドハント（シリ）
- うたわれるもの 偽りの仮面（アルルゥ）
- エビコレ フォトカノ Kiss（深角友恵）
- Angel Beats! -Operation Wars-（岩沢）
- Angel Beats! -1st beat-（岩沢）
- ガールフレンド（仮）（祐天寺弥生）
- 怪盗ジョーカー 時を超える怪盗と失われた宝石（クイーン）
- 乖離性ミリオンアーサー（シェイクスピア）
- 学園K -Wonderful School Days- V Edition（淡島世理）
- ガンスリンガー ストラトス リローデッド（レミー・オードナー）
- 感染×少女（霧島レイ）
- クリスタル クラウン
- CLOSERS（ライナ・イクルミ）
- クロノドラゴン（ナレーション）
- 激突！ブレイク学園（御翼昇、御翼煉）
- けものフレンズ（ロジコマ）
- 幻獣契約クリプトラクト（スピネ）
- コープスパーティー ブラッドカバー リピーティッドフィアー 3DS版（宍戸結衣）
- Go!プリンセスプリキュア シュガー王国と6人のプリンセス!（紅城トワ / キュアスカーレット）
- PSYCHO-PASS サイコパス 選択なき幸福（唐之社志恩）
- ザクセスヘブン（レミ・クロエ・マーガレット）
- 少女とドラゴン-幻獣契約クリプトラクト-
- 少女兵器大戦（クロ）
- ジョジョの奇妙な冒険 アイズオブヘブン（空条徐倫）
- ストライクウィッチーズ 軌跡の輪舞曲（ペリーヌ・クロステルマン）
- セブンスドラゴンIII code:VFD（アリー、キャラクターメイク）
- 戦国BASARA4 皇（京極マリア）
- 戦国やらいでか-乱舞伝-
- Soul Clash（魅惑の炎女 リナ）
- ソードアート・オンライン -ロスト・ソング-（シノン / 朝田詩乃）
- ダンガンロンパ-Unlimited Battle-（腐川冬子）
- チェインクロニクル（“剣舞の踊子”ファルナーズ、“魔眼の弾き手”マリオン、ユディト）
- チェインクロニクルV（“魔眼の弾き手”マリオン・ル・シーラ）
- Diss World（ディズィー、ホルン、メア）
- デジモンストーリー サイバースルゥース（御神楽ミレイ）
- デビルサバイバー2 ブレイクレコード（マコト / 迫真琴）
- デュラララ!! the Underside（セルティ・ストゥルルソン）
- デュラララ!! Relay（セルティ・ストゥルルソン）
- 電撃文庫 FIGHTING CLIMAX IGNITION（セルティ・ストゥルルソン）
- 東京ファントム
- ドラゴンクエストヒーローズ 闇竜と世界樹の城（マーニャ）
- ニキ日記〜世界旅行編〜（ニナ）
- ノラガミ—神ト縁—（毘沙門天）
- HOUNDS（エクストラボイス）
- ビーナスイレブンびびっど!（2015年 - 2018年、甘城いちご、白鳥せいら）
- ひぐらしのなく頃に粋（赤坂美雪）
- ファイアーエムブレムif（カミラ）
- ファンタシースターオンライン2（マリオン）
- フェアリーテイル 〜ブレイブサーガ〜（バルゴ）
- Fate/Grand Order（2015年 - 2024年、アルテミス、モードレッド、ナイチンゲール、ラーマ、シータ） - 2作品
- プリンセスコネクト!（模索路晶）
- ブレイブリーアーカイブ ディーズレポート（織田信長）
- BLAZBLUE CENTRALFICTION（カルル＝クローバー）
- 崩壊学園（雷電芽衣）
- 見習い魔女とモコモコフレンズ（ネコ、ミチル）
- モンスターストライク（2015年 - 2023年、峰不二子、キャミィ、神原駿河、クラピカ、シノン、アルセーヌ、堕姫）
- モン娘☆は〜れむ（リネア）
- ラストサマナー（リンファ）
- ラングリッサー リインカーネーション -転生-（トワ）
- 龍が如く0 誓いの場所（盲目の女性 / マコト）
- LORD of VERMILION ARENA（黒衣の者）
- LORD of VERMILION III（エリザベス）
- ロスト・リーバース（ヴィクトリア）
- ワールド エンド エクリプス（アウィケンナ）

2016年
- アリスオーダー（朱天堂慶、火々樹悠、夜刀神穂乃）
- イノセントベイン
- うたわれるもの 二人の白皇（アルルゥ）
- SDガンダム GGENERATION GENESIS（ドリス・ブラント、マイキャラクターボイス女性6）
- ELSWORD（ラシェ）
- オーディンスフィア レイヴスラシル（ベルベット）
- ガール・カフェ・ガン（2016年 - 2019年、ジュノ・エモンズ）
- ガンスリンガー ストラトス3（レミー・オードナー）
- 逆転オセロニア
- クリスタル オブ リユニオン（ヘラクレス）
- クロスワールド（クローリク）
- サッカースピリッツ
- 三国志ものがたり（諸葛亮）
- 三国ブレイズ（小喬）
- Shadowverse（2016年 - 2020年、白銀の騎士・エミリア、フロッグクレリック、ストレイホロウ・イルガンノ）
- 真空管ドールズ（しずく）
- 真・女神転生IV FINAL（イザボー）
- スカルガールズ 2ndアンコール（スクィグリー）
- すくみず!〜すくみ荘ミッションZ〜（蒼月院雫）
- ストリートファイターV（キャミィ、ディカープリ）
- スマッシュドラグーン
- ZERO ESCAPE 刻のジレンマ（倉式茜）
- 戦国サーガ -七人の覇者-（寧々）
- 戦国BASARA 真田幸村伝（京極マリア）
- 蒼空のリベラシオン（マチルダ）
- ソウルクロニクル
- ソードアート・オンライン -ホロウ・リアリゼーション-（シノン / 朝田詩乃）
- 空と大地のクロスノア（ニーア）
- 大攻城！三国x戦国クロスバトル（呂布、豊臣秀吉）
- チェインクロニクル〜絆の新大陸〜（コモディア、スクロロン）
- チェインクロニクル3（シャディア）
- テイルズ オブ ベルセリア（ミラ・マクスウェル）
- デジモンワールド -next 0rder-（御神楽ミレイ）
- ドラゴンクエストヒーローズII 双子の王と予言の終わり（マーニャ）
- ドラゴンボール ゼノバース2（タイムパトローラー）
- ドリフトガールズ（音川雪乃）
- ニューワールド（DD）
- パズルオブエンパイア（ジャンヌ・ダルク）
- VALKYRIE ANATOMIA -THE ORIGIN-（2016年 - 2020年、レナス・ヴァルキュリア、ミラ＝マクスウェル、キャミィ、レナス）
- ヴァルキリーコネクト（2016年 - 2020年、フレイヤ、グルヴェイグ、神原駿河、キャミィ）
- HIT（アニカ）
- ファイナルファンタジーXV（アラネア・ハイウィンド）
- ファントム オブ キル（クラウ・ソラス）
- ベルセルク無双（スラン）
- 放課後ガールズトライブ（柚木崎しるべ）
- Mighty No. 9（ダイナトロン）
- マジガーーーーール!!!（結城夏矢）
- 峰不二子という女 ガジリオン（峰不二子）
- League of Legends（ミスフォーチュン）
- ロボットガールズZ ONLINE（キューティーハニー）
- ワールド オブ ファイナルファンタジー（キスティス）

2017年
- スターオーシャン:アナムネシス（リムル・レムリ・ファイ）
- 蒼き革命のヴァルキュリア（バイオレット・サンド）
- 双星の陰陽師（御幣島すばる）
- ファイアーエムブレム ヒーローズ（2017年 - 2025年、ルフレ〈女 / 男・幼少期〉、マーク〈女〉、カミラ、ギムレー）
- HUNTER×HUNTER ワールドハント（クラピカ）
- 崩壊3rd（雷電芽衣）
- 陰陽師（八百比丘尼）
- スーパーロボット大戦V（夏玉蘭）
- テイルズ オブ ザ レイズ（2017年 - 2021年、ミラ＝マクスウェル / ロアー、ミラ）
- アクセル・ワールド VS ソードアート・オンライン 千年の黄昏（シノン）
- プリキュア つながるぱずるん（紅城トワ / キュアスカーレット）
- ZERO ESCAPE 9時間9人9の扉 善人シボウデス ダブルパック（倉式茜 / 紫）
- アトム:時空の果て（アトム、アトラス）
- ブラックローズサスペクツ（イリーナ・アロノフ）
- ゴシックは魔法乙女〜さっさと契約しなさい!〜（2017年 - 2019年、真紅、プ・チ・キャラット / ぷちこ）
- アナザーエデン 時空を超える猫（2017年 - 2020年、アナベル、ミラ）
- グウェント ウィッチャーカードゲーム（シリ）
- ウルトラストリートファイターII -The Final Challengers-（キャミィ）
- Revolve-リボルヴ-（伊坂ジュン）
- 【18】キミト ツナガル パズル（アンジェラ）
- キャプテン翼 〜たたかえドリームチーム〜（西本ゆかり）
- オルタンシア・サーガ -蒼の騎士団-（シャルロ）
- 戦姫絶唱シンフォギアXD UNLIMITED（フィーネ / 櫻井了子）
- LORD of VERMILION IV（アラネア）
- フィギュアヘッズ エース（夜木沼伊緒）
- マグナとふしぎの少女（アンナ）
- アラド戦記（女プリースト）
- カウンターストライクオンライン2（ミラ）
- セレンシアサーガ：ドラゴンネスト（女神ファルミナス）
- リネージュ2 レボリューション（エルゼベート）
- ザ・ロストチャイルド（バルシア）
- スクールガールストライカーズ 〜トゥインクルメロディーズ〜（夜木沼伊緒）
- 蒼焔の艦隊（ナレーション）
- VALHALLA FRONT 〜Punishment Dayz〜（カーチャ・ナスターシャ）
- KNACK ふたりの英雄と古代兵団（エヴァ）
- ファイアーエムブレム無双（カミラ、ルフレ〈女〉）
- かんぱに☆ガールズ（エイダ・クロムウェル、初瀬いづな）
- いただきストリート ドラゴンクエスト&ファイナルファンタジー 30th ANNIVERSARY（ミンフィリア）
- レゴ ニンジャゴー ムービー ザ・ゲーム（ココ）
- アサシン クリード オリジンズ（アヤ）
- ディシディア ファイナルファンタジー オペラオムニア（2017年 - 2021年、キスティス、アグリアス、アラネア、サイス）
- OCCULTIC;NINE（紅ノ亜里亜）
- ベイブレードバースト ゴッド（クリスティーナ・クロダ）
- スターオーシャン4 -THE LAST HOPE- 4K & Full HD Remaster（リムル / リムル・レムリ・ファイ）
- 龍が如く 極2（マキムラマコト）
- きららファンタジア（2017年 - 2022年、アルシーヴ、友兼）

2018年
- LibraryCross∞（絲）
- ソウルキャリバーVI（アイヴィー）
- ソードアート・オンライン フェイタル・バレット（シノン）
- プリンセスコネクト!Re:Dive（2018年 - 2024年、ラビリスタ / 模索路晶）
- オーディンクラウン（ナレーション）
- 北斗が如く（キサナ）
- デスティニーチャイルド（キャミィ）
- 戦国ASURA（武田信玄）
- 光と闇の対決〜輪廻のFight Song〜（メリッサ、リリス）
- アズールレーン（2018年 - 2025年、モナーク、天城、土佐、天城ちゃん、デッドマスター）
- Caligula Overdose -カリギュラ オーバードーズ-（主人公〈女〉 / Lucid〈女〉）
- ペルソナ3 ダンシング・ムーンナイト（エリザベス）
- ドラゴンクエストライバルズ（2018年 - 2019年、マーニャ、リーズレット）
- Food Fantasy-フードファンタジー-（廬山雲霧茶、ふぐの白子）
- 電撃文庫：CROSSING VOID（セルティ・ストゥルルソン） - 海外向けアプリゲーム
- 〈物語〉シリーズ ぷくぷく（神原駿河）
- ブレイドスマッシュ（セツナ）
- ゲシュタルト・オーディン（夜木沼伊緒）
- ましろウィッチ（棺骸姫）
- パズル&ドラゴンズ（2018年 - 2021年、シノン、キャミィ、神原駿河）
- ポチッと発明 ピカちんキット -ゲームでピラメキ大作戦（遠松エイジ）
- ペルソナQ2 ニュー シネマ ラビリンス（エリザベス）

2019年
- FANTASY LIFE ONLINE（ディミエル）
- キャサリン・フルボディ（キャサリン）
- JUMP FORCE（クラピカ）
- マギアレコード 魔法少女まどか☆マギカ外伝（神原駿河、エリザ・ツェリスカ）
- ミリ姫大戦〜RELOAD〜（バルクマン）
- 禍つヴァールハイト（ヤスミン）
- Witch's Weapon-魔女兵器-（イルカ）
- 永遠の七日（霞）
- 戦国BASARA バトルパーティー（いつき）
- 龍が如く ONLINE（マキムラマコト）
- ガンダムネットワーク大戦（クラウレ・ハモン）
- ドラゴンクエストXI 過ぎ去りし時を求めて S（リーズレット、ぱふぱふ娘〈エドゥリス〉）
- TERA ORIGIN（ラフカ）
- 非人類学園 Extraordinary Ones（セルティ・ストゥルルソン）
- ブレイドエクスロード（エリシャ）
- アルカ・ラスト 終わる世界と歌姫の果実（レノ）
- BLAZBLUE CROSS TAG BATTLE 2.0（エリザベス）
- 新サクラ大戦（村雨白秋）

2020年
- ロストディケイド（デイジー、ヴィクトリア）
- 侍道外伝 KATANAKAMI（チェルシー）
- ONE PIECE トレジャークルーズ（シャーロット・プリン）
- ONE PUNCH MAN A HERO NOBODY KNOWS（モスキート娘）
- うたわれるもの ロストフラグ（アルルゥ、トゥスクル〈過去〉）
- ゼノンザード（シノン）
- ONE PIECE 海賊無双4（シャーロット・プリン）
- オランピアソワレ（珠藍大姉）
- ソードアート・オンライン アリシゼーション リコリス（シノン）
- テイルズ オブ クレストリア（ミラ＝マクスウェル）
- ぷよぷよ!!クエスト（ゲゲゲの鬼太郎）
- FAIRY TAIL（ウルティア・ミルコビッチ、バルゴ）
- 雀龍門M（大人びた少女）
- ワールドウィッチーズ UNITED FRONT（ペリーヌ・クロステルマン）
- ひぐらしのなく頃に 命（赤坂美雪）
- クルセイダークエスト（スフレ）
- SINoALICE -シノアリス-（2020年 - 2022年、真紅、桃喰綺羅莉）
- OCTOPATH TRAVELER 大陸の覇者（タトゥロック）
- 共闘ことばRPG コトダマン（2020年 - 2023年、エリザベス、クラピカ、アルセーヌ、堕姫、神原駿河）
- ドカポンUP! 夢幻のルーレット（アルルゥ）
- Go!Go!5次元GAME ネプテューヌ re★Verse（ブロッコリーちゃん）

2021年
- テラクラシック（カタヤ・ラフナ）
- うみねこのなく頃に咲 〜猫箱と夢想の交響曲〜（ドラノール・A・ノックス）
- ラクガキ キングダム（イーゼル）
- 雀魂（桃喰綺羅莉）
- MARS RED 〜彼ハ誰時ノ詩〜（デフロット）
- パニシング:グレイレイヴン（ロゼッタ）
- 原神（雷電将軍 / 雷電影 / 雷電眞）
- うたわれるもの斬2（アルルゥ）
- クッキーラン: キングダム（魔導士味クッキー）
- ファンタジア・リビルド（ミリーナ）
- ラグナドール 妖しき皇帝と終焉の夜叉姫（遠呂智姫）
- スーパーロボット大戦30（スズカゼ・リン）
- メガトン級ムサシ（クロウゼード・ライア、ドロシー）
- グランサガ（ナマリエ）
- テトテ×コネクト（フィエル）

2022年
- アイドルマスター ミリオンライブ! シアターデイズ（シノン）
- 機動戦士ガンダム U.C. ENGAGE（2022年 - 2025年、サフィラ・ガードナー）
- プリコネ！グランドマスターズ（ラビリスタ）
- 聖剣伝説 ECHOES of MANA（アマンダ）
- ライブアライブ（アニー）
- ベヨネッタ3（ヴィオラ）
- 鬼滅の刃 ヒノカミ血風譚（堕姫） - DLC追加キャラクター
- THE KING OF FIGHTERS ALLSTAR（アイヴィー）

2023年
- ファイアーエムブレム エンゲージ（カミラ）
- ベヨネッタ オリジンズ: セレッサと迷子の悪魔（セレッサ）
- m HOLD'EM（桃喰綺羅莉）
- ストリートファイター6（キャミィ）
- キュービックスターズ（アルセーヌ）
- アークナイツ（ホルハイヤ）
- ドラゴンクエストモンスターズ3 魔族の王子とエルフの旅（マーニャ）
- エーテルゲイザー（国常立）

2024年
- ヘブンバーンズレッド（岩沢まさみ）
- 崩壊:スターレイル（黄泉）
- ＃コンパス 戦闘摂理解析システム（シノン）
- クイズRPG 魔法使いと黒猫のウィズ（朱羅シュリ）
- ポーカーチェイス（桃喰綺羅莉）
- ファミコン探偵倶楽部 笑み男（森本ひろみ）

2025年
- ファンタジーライフi グルグルの竜と時をぬすむ少女（ディミエル）
- HUNTER×HUNTER NEN×IMPACT（クラピカ）
- 鬼滅の刃 ヒノカミ血風譚2（堕姫）
- スーパーロボット大戦Y（スズカゼ・リン）

2026年
- MARVEL：TOKON FIGHTING SOULS（ストーム）

### ドラマ・ラジオ・朗読CD
- アカイイト「京洛降魔」（東郷凜）
- あかやあかしやあやかしの シリーズ（ミコトの主）
  - あかやあかしやあやかしの アンソロジードラマCD1「かくれんぼ」
  - あかやあかしやあやかしの ドラマCD
- アニーのアトリエ〜セラ島の錬金術師〜（ぺぺ）
- Re:バカは世界を救えるか? ドラマCD（浅野広美）
- アルトネリコ2 世界に響く少女たちの創造詩 シリーズ（クローシェ）
  - アルトネリコ2 世界に響く少女たちの創造詩 ドラマCD Vol.2 SIDE クローシェ
  - アルトネリコ2 世界に響く少女たちの創造詩 ドラマCD Vol.4 SIDE Extra
- イナズマイレブンGO ドラマCD「永遠の絆!!」（シュウ）
- うたわれるもの シリーズ（アルルゥ）
  - うたわれるもの オリジナルドラマ 〜トゥスクルの皇后〜
  - うたわれるもの オリジナルドラマ 〜トゥスクルの内乱〜
  - うたわれるもの オリジナルドラマ 〜トゥスクルの財宝〜
  - うたわれるもの ドラマCD 番外編 魁!! うたわれ学園
  - ラジオCD うたわれるものらじお Vol.1
  - ラジオCD エルルゥの小部屋 IN うたわれるもの Vol.1・2
- ELEMENT GIRLS 元素周期〜聴いて萌えちゃう化学の基本〜（ヘリウム[625]）
- Angel Profile オリジナルドラマCD Boys.be ambitious! 前編・後編（ユリウス）
- 王家の紋章 シリーズ（キャロル）
  - コミックス第60巻ドラマCD付限定特装版[626]
  - コミックス第62巻ドラマCD付限定特装版[627]
- 桜蘭高校ホスト部（藤宮の君）
- おとぎ銃士 赤ずきん ドラマ&サウンドトラック 第1、3章（いばら姫）
- 鬼切様の箱入娘（摩耶透）
- 想い出にかわる君 〜Memories Off〜 ドラマベスト（百瀬環）
- 風姫外伝〜花鎮めの風〜（あかね）
- 学園アリス（今井蛍）※『花とゆめ』付録CD
- キスよりも早く（梶鉄兵）※『LaLa』付録CD
- 逆転検事2〜宇宙からの逆転!?〜（狩魔冥）
- 逆転裁判123 成歩堂セレクション ドラマCD「逆転のコンビネーション」（狩魔冥）
- ギャラクシーエンジェル シリーズ（ミント・ブラマンシュ）
  - TV-G
  - A-TV
  - 金のギャラクシーエンジェル
  - 銀のギャラクシーエンジェル
  - Angel Scranble Junction
  - GALA×GALA 60分 〜赤版〜
  - GALA×GALA 60分 〜白版〜
  - 日めくりCD Vol.1 - 4
  - ギャラクシーエンジェル de SHINE!
  - ギャラクシーエンジェル de WHAT!?
  - ギャラクシーエンジェル de FIGHT!
  - ギャラクシーエンジェル de GO♪
  - ギャラクシーエンジェル de SHOW
- 今日の早川さん（国生寛子）
- 共鳴せよ!私立轟高校図書委員会（三村真亜子）
- 銀河ロイドコスモX IN ヒーロークロスライン ドラマCD（千練）
- 金の彼女 銀の彼女（綾之峰銀香[628]）
- ククロセアトロ ラジオドラマCD（ロリータ）
- グランブルーファンタジー ヴィーラ抱き枕 付属シチュエーションドラマCD「夢うつつの艶事」（2014年、カタリナ）
- 國崎出雲の事情（國崎出雲）
- クリセニアン夢語り -エル・デオの眠れる王に-（ミルデラータ）
- 紅（紅真九郎）
- 鉄のラインバレル（山下サトル）
- ドラマCD 黒執事（シエル・ファントムハイヴ）
- 月刊少女野崎くん（瀬尾結月）
  - ドラマCD 月刊少女野崎くん[629]
  - TVアニメ「月刊少女野崎くん」ドラマCD 〜秋編〜[630]
  - TVアニメ「月刊少女野崎くん」ドラマCD 〜冬編〜[630]
- ケモノキングダム 〜ZOO〜（シロフクロウ）
- 幻獣降臨譚 聞け、我が呼ばいし声（ミルテ）
- 極上生徒会 極上ドラマ&極上サウンドトラック Vol.1、2（市川まゆら）
- ココロコネクト シリーズ（稲葉姫子）
  - ココロコネクト 夏と水着と暴風雨
  - ココロコネクト 春とデートと妹ごっこ
- GOSICK -ゴシック- 知恵の泉と独唱曲（アリエッタ）「花びらと梟」（コルデリア・ギャロ）
- PSYCHO-PASS サイコパス/ゼロ 名前のない怪物 上巻（唐之杜志恩[631]）
- The Epic of Zektbach Novel CD Series 〜Masinowa〜（ルエリシア[632]）
- 屍姫ドラマCD 屍姫17巻初回限定特装版（星村眞姫那[633]）
- 十三支演義 〜偃月三国伝〜 ドラマCD 未知の旅路（呂布[634]）
- 神牌演義アナザー / 大阪城炎上（岡田苺）
- しんうちっ!（柳千歳）
- スクールガールストライカーズ Drama CD（夜木沼伊織）
- スクールガールストライカーズ 〜トゥインクルメロディーズ〜 Melody Collection ボイスドラマ（夜木沼伊織）
- ストライクウィッチーズ Operation Victory Arrow vol.3 アルンヘムの橋 Amazon.co.jp限定版特典 後日談ドラマCD「ミッドナイト・イン・パ・ド・カレー」（ペリーヌ・クロステルマン）
- ストロボ・エッジ ドラマCD vol.1・2（上原さゆり）
- セロ弾きのゴーシュ（朗読）
- ソウルイーター Vol.1 特別社会科見学（パティ・トンプソン）
- ソードアート・オンライン 『アクセル・ワールド』+『ソードアート・オンライン』ドラマCD（シノン / 朝田詩乃）
- ZONE-00 シリーズ（沖野真夜子）
  - ZONE-00 劇-I section CHERRY
  - ZONE-00 劇-II section KNIGHT
- 空色パンデミック（青井晴）
- D.C.S.S. 〜ダ・カーポ セカンドシーズン〜 シリーズ（工藤叶）
  - D.C.S.S. 〜ダ・カーポ セカンドシーズン〜 ドラマCD 初音島・非公式新聞部特大号!
  - D.C.S.S. 〜ダ・カーポ セカンドシーズン〜 外伝ドラマ Vol.1 大勝負!?眞子の一発逆転お泊り作戦!
  - D.C.S.S. 〜ダ・カーポ セカンドシーズン〜 外伝ドラマ Vol.2 ジキルとハイドと工藤と叶
- タロットメイデンきさら（ディアナ）
- チヒロ☆ちひろ（南波桜）
- ちょこっとヒメ（くっきー）
- TSUBASA 〜リングに羽ばたく少女たち〜（一碧なつみ）
- Come across 〜DEARS朗読物語〜 Vol.7 イソップの童話（朗読 - 第二話『ウサギとカメ』、第四話『金の斧 銀の斧』）
- Come across 〜DEARS朗読物語〜 外伝 キツネとライオンの物語（朗読 - 第四話『絵に描いたライオン』）
- 停電少女と羽蟲のオーケストラ 第五楽章：涙（一片）
- ティンダーリアの種 シリーズ（パセリ）
  - ティンダーリアの種
  - ティンダーリアの種 外伝 〜それぞれの花祭り〜
- テガミバチ（ラグ・シーイング）
- デ・ジ・キャラット シリーズ 
  - デ・ジ・キャラット ドラマCD 番外編 でじこの野望 vol.1 宣戦布告にょ!（プチ・キャラット）
  - デ・ジ・キャラット ドラマCD 番外編 でじこの野望 でじこの野望 vol.2 アニメ店長と対決にょ!（プチ・キャラット / ミント・ブラマンシュ）
  - Di Gi Charat Radio Show 『でじこさん』CDスペシャル 〜横浜ドライブツアー Go! Go! にょ!〜（プチ・キャラット）
- 天正やおよろず 食券争奪道中記（リタ）
- 電波教師（荒木光太郎）※単行本12巻限定版付属ドラマCD[635]
- 東方聖夜祭 紅魔館のクリスマス（パチュリー・ノーレッジ）
- トップをねらえ!2 トップレスドラマ!（チコ・サイエンス）
- ドラゴノーツ -ザ・レゾナンス- ドラゴノーツ ドラマ&キャラクターソングス vol.2（ソウヤ・アキラ）
- 鳥籠学級（涼暮ユカン、涼暮ユイカイ）
- 亡き少女の為のパヴァーヌ（相模竹之丸）
- ネギま!? ドラマCD Vol.1、2（シチミ）
- 猫神やおよろず神饌音盤 巻の一（笹鳴）
- 初恋予報 ドラマCD （聖小梅）
- 獏-BAKU-（ロデオス）
- 化物語オリジナルドラマCD「佰物語」（神原駿河）
- バジリスク 〜甲賀忍法帖〜 音絵巻 〜第二章〜（蛍火）
- ぱにぽに シリーズ（芹沢茜）
  - ぱにぽに Vol.2 世界最後の授業 〜ベッキー危機一髪〜
  - ぱにぽに Vol.3 〜修学旅行密着24時〜
  - ぱにぽに セカンドシーズン Vol.1 〜ベッキー不在!新聞部杯主役争奪大会!!〜 編
  - ぱにぽに セカンドシーズン Vol.2 〜桃月学園1年D組南国漂流記〜 編
  - ぱにぽにだっしゅ! DJCD 『ぱにらじだっしゅ!』第3巻
- はやて×ブレード（斗南柊）
- 流行り神 ドラマCD（間宮ゆうか）
- ピースオブワンダー Original Sound Track（西園寺ラキ）
- ドラマCD PEACE MAKER鐵 第壱巻（ほたる）
- ぴたテン イメージアルバム 『わいわいで行こう』（樋口湖太郎）
- 緋の纏（一進）※コミックス第10巻限定版[636]
- 日々蝶々（清水あや[637]）※『マーガレット』2014年24号・2015年1号付録
- 姫様ご用心 姫様と9つの冠（菜花そばな）
- 氷結鏡界のエデン 楽園幻想（ツァリ）
- ファーストKiss☆物語II 〜エピソード第0章 出会い〜（織田桐姫乃）
- P.S.すりーさん（マネージャーさん、積みゲーの神様）
- 封殺鬼 鵺子ドリ鳴イタ 5（神島桐子）
- Fateシリーズ（モードレッド）
  - Fate ぐだぐだオーダー ドラマCD「帰ってきたぐだぐだお得テクニック」
  - Fate/stay night Original Soundtrack & Drama CD Garden of Avalon - glorious, after image[638]
  - 劇場版 Fate/Grand Order -神聖円卓領域キャメロット- 後編 Paladin; Agateram 豪華版パンフレット付属「Character Radio CD」（2021年）
- 覆面系ノイズ（杠花奏）※『花とゆめ』2014年7号付録[639]
- 腐女子彼女。 Vol.1（飴谷結子）
- ぷちこのおしえて! ほっけみりん。 シリーズ
  - ぷちこのおしえて! ほっけみりん。祝! 沢城みゆき合格スペシャル!!
  - ぷちこのおしえて! ほっけみりん。2001 夏。
  - ぷちこのおしえて! ほっけみりん。2002 冬。
  - ぷちこのおしえて! ほっけみりん。2002 春。
  - ぷちこのおしえて! ほっけみりん。2002 夏。
  - ぷちこのおしえて! ほっけみりん。2003 春。おしまいなんですけどSpecial
  - ぷちこのおしえて! ほっけみりん。2004 春。終わりじゃなかったみたいでSpecial
- SOUND DRAMA BLOOD ALONE 3（マリア）
- ヘルズキッチン（中兼ナホミ）
- ペルソナ3 シリーズ
  - A CERTAIN DAY OF SUMMER（チドリ、エリザベス）
  - ペルソナ3 Vol.1 -Daylight（チドリ、エリザベス）
  - ペルソナ3 Vol.2 -Moonlight（チドリ、エリザベス）
  - キャラクタードラマCD Vol.1（エリザベス）
  - キャラクタードラマCD Vol.2（チドリ）
  - ペルソナ3 ポータブル Vol.1、2（エリザベス）
- PERSONA -trinity soul-（神郷洵）
- V・B・ローズ 2（広瀬夏奈）
- 放課後保健室（一条真白）
- 僕と彼女の×××（桃井菜々子）※月刊コミックブレイド全員サービス
- ボクラノキセキ シリーズ（ベロニカ）
  - ボクラノキセキ コミックス第7巻限定版付属CD[640]
  - ボクラノキセキ ドラマCD付き単行本 ぼくらの前世考察[641]
- マーベラス・ツインズ（鉄心蘭）
- まおゆう魔王勇者（女騎士）
- Magnolia（アヤト）※コミックス第3巻ドラマCD付特装版
- まりあ†ほりっく（寮長先生）
- 夢想灯籠（各務、阪上舞）※ゲーム初回限定版付属ドラマCD
- ユグドラ・ユニゾン 〜聖剣武勇伝〜（ミラノ）
- 妖怪アパートの幽雅な日常（久賀秋音）※コミックス第3巻ドラマCD付き特装版
- 楽園ルウト（花都）
- 落花流水 シリーズ（五条夕）
  - 落花流水
  - 落花流水 バラエティCD
- LOVE SO LIFE シリーズ（松永葵、松永茜）
  - LOVE SO LIFE
  - LOVE SO LIFE 「ときめき☆きらめき文化祭」※『花とゆめ』2013年21号付録[642]
- ルードヴィッヒ革命（フリーデリーケ）
- 0能者ミナト（水谷理彩子）※文庫第9巻ドラマCD付特装版
- RED GARDEN ドラマCD 岩Mix（クレア・フォレスト）
- 煉獄に笑う 第3巻 ドラマCD付初回限定版（曇阿国）
- ローゼンメイデン シリーズ（真紅）
  - ローゼンメイデン オリジナルドラマCD 〜『探偵』Detektiv〜
  - ローゼンメイデン・ウェブラジオ 薔薇の香りのGarden Party CDスペシャル
  - ローゼンメイデン・トロイメント オリジナルドラマCD
  - ローゼンメイデン・トロイメント オリジナルドラマCD 〜クリスマス編〜
  - ローゼンメイデン・トロイメント CD COLLECTION No.001、3、4、6
  - ローゼンメイデン・トロイメント CD COLLECTION Sp.001 〜当選〜
  - ローゼンメイデン・トロイメント 〜Character Drama〜 Vol.1‐7
  - 水銀燈の今宵もアンニュ〜イ（ソロCD版）Vol.1、2
  - ローゼンメイデン[643]
- 笑って!外村さん（外村夏紀[644]）
- 真田アサミのあらもーど＋2 ダイジェストCD
- ヲタクに恋は難しいドラマCD（小柳花子）
- デジモンシーカーズ

### ラジオドラマ
- ELEMENT GIRLS 元素周期 萌えて覚える化学の基本（ヘリウム、パラジウム、セリウム、白金[645]）
- エンダーのゲーム（ビーン[646]）
- サイコラジオドラマ シリーズI CHAIN-もう一つの未来-（三島遥）
- ニードルアイ（千練勇気／ニードルアイ） - 『ラジオ劇場HXLアワー』内
- 富士見ティーンエイジファンクラブ ラジオドラマ SHI-NO・『楽園』（志倉志乃）
- 水俣「初恋」PODCAST 第2弾 ときの架け橋（八木佐也香[647]）
- 悠幻の学び舎〜いもうと学園〜（琲未果）（『悠幻の学び舎Radio いもうと学園!おにいちゃん時間だよっ!』内）

### デジタルコミック
- VOMIC 紅（紅真九郎）
- VOMIC テガミバチ（ラグ・シーイング）
- VOMIC バドガール（本城羽海）
- VOMIC べるぜバブ（ベル坊）
- Beeマンガ やわらかめ♡（登場キャラクター全役）
- Beeマンガ モテキ（林田尚子）
- UULA ホタルノヒカリ（雨宮蛍）
- 新抗体物語（木島彩花[648][649][注 5]）
- ジャンプチャンネル レッドフード（2021年、グリム）

### CM
- フルメタル・パニック! アナザー CMナレーション（2011年、アデリーナ・アレクサンドロヴナ・ケレスカヤ）
- ダンロップ ROAD TO YOU〜君へと続く道〜（ユキ[650]）
- グランブルーファンタジーCM
- ヲタクに恋は難しい CM（小柳花子）
- ウルトラジャンプCM（空条徐倫）
- スクウェア・エニックス CM スクールガールストライカーズ2（2022年、夜木沼伊緒）[651]
- キングダム 運命の炎（予告編・タイトルコール）

### 吹き替え

#### 担当女優
エリザベス・バンクス
- LEGO® ムービーシリーズ（2014年 - 2019年、ルーシー / ワイルドガール）
  - LEGO® ムービー
  - LEGO® ムービー2

- パワーレンジャー（2017年、リタ）

カーラ・デルヴィーニュ
- スーサイド・スクワッド（2016年、ジューン・ムーン博士 / エンチャントレス）
- ヴァレリアン 千の惑星の救世主（2018年、ローレリーヌ）
- ランニング・ワイルド WITH ベア・グリルス #4（2020年、本人）

クロエ・グレース・モレッツ
- キック・アスシリーズ（2011年 - 2014年、ミンディ・マクレイディ / ヒット・ガール）
  - キック・アス
  - キック・アス/ジャスティス・フォーエバー

- フィフス・ウェイブ（2016年、キャシー・サリヴァン）
- ネイバーズ2（2017年、シェルビー）
- グレタ GRETA（2020年、フランシス）
- マザー/アンドロイド（2022年、クロエ）
- シャドウ・イン・クラウド（2022年、モード・ギャレット）

ソフィア・ブテラ
- キングスマン（2021年、ガゼル）
- REBEL MOON: パート1 炎の子（2023年、コラ）
  - REBEL MOON: パート2 傷跡を刻む者

テッサ・トンプソン
- マーベル・シネマティック・ユニバース（2017年 - 2023年、ヴァルキリー）
  - マイティ・ソー バトルロイヤル
  - アベンジャーズ/エンドゲーム
  - ソー:ラブ&サンダー
  - マーベルズ

- ビトウィーン・トゥ・ファーンズ: ザ・ムービー（2019年、本人役）

ニコール・キッドマン
- アクアマン（2019年 - 2023年、アトランナ女王）
  - アクアマン/失われた王国

- エリアンと魔法の絆（2024年、エルズミア王妃）

#### 映画
- アーミー・オブ・シーブズ（グウェンドリン・スター〈ナタリー・エマニュエル〉）
- アイス・プリンセス（ジェン・ハーウッド〈ヘイデン・パネッティーア〉）
- 愛と青春の旅だち（ケイシー・シーガー〈リサ・アイルバッハー〉）※VOD版
- 悪魔のいけにえ レザーフェイス一家の逆襲（ニッキ〈タニア・レイモンド〉）
- アニー（テシー）
- アメリカン・スプレンダー（ダニエル〈マデリン・スウィーテン〉）
- アラジン（ダリア〈ナシム・ペドラド〉[669]）
- S.A.S. 英国特殊部隊（キャシー・クラプトン〈ハンナ・イェランド〉）
- エンダーのゲーム（ビーン〈アラミス・ナイト〉）
- オーバー・エベレスト 陰謀の氷壁（シャオタイズ〈チャン・ジンチュー〉[670]）
- OSLO / オスロ（モナ・ユール〈ルース・ウィルソン〉[671]）
- カイト/KITE（サワ〈インディア・アイズリー〉）
- 風とライオン（アリス）
- キャッツ（ランペルティーザ〈ニーヴ・モーガン〉[672]）
- ギャング・オブ・ニューヨーク（幼少期のアムステルダム）※ソフト版
- キング・オブ・エジプト（ハトホル〈エロディ・ユン〉[673]）
- 空海-KU-KAI- 美しき王妃の謎（春琴〈キティ・チャン〉[674]）
- クライム・スピード（エミリー〈ジョーダナ・ブリュースター〉）
- クラッシュ（ララ、エリザベス）
- サウンド・オブ・ミュージック（バーニス〈エヴァドニ・ベイカー〉）※製作40周年記念版・50周年記念版
- 西遊記2 〜妖怪の逆襲〜（九宮真人[675]）
- ザ・サークル（メイ・ホランド〈エマ・ワトソン〉）
- ザ・マミー/呪われた砂漠の王女（ジェニー・ハルジー〈アナベル・ウォーリス〉[676]）
- シティーハンター THE MOVIE 史上最香のミッション（ローラ・マルコーニ〈エロディ・フォンタン〉[677]）
- シャーロック・ホームズ（アイリーン・アドラー〈レイチェル・マクアダムス〉）※テレビ朝日版
- ジャンパー（ミリー・ハリーズ〈レイチェル・ビルソン、アナソフィア・ロブ〉）※テレビ朝日版
- ジュディー・ガーランド物語（ローナ・ラフト）
- スキップ・トレース（レスリー〈シー・シー〉[678]）
- スマーフ2 アイドル救出大作戦!（ベクシー〈クリスティーナ・リッチ〉）
- ダンジョンズ&ドラゴンズ/アウトローたちの誇り（ソフィーナ〈デイジー・ヘッド〉[679]）
- ダンピール 血の覚醒（テスラ〈フリーダ・グスタフソン〉[680]）
- ダンボ（コレット・マーチャント〈エヴァ・グリーン〉[681]）
- テッド（ロバート〈エイディン・ミンクス〉）
- ドクター・ドリトル（チュチュ[682]）
- ドラゴン・プロジェクト（ネルソン〈ジェイク・ストリックランド〉）
- ドリームキーパー（クィルワーク）
- ナイト・オブ・ザ・リビングデッド（ジュディ〈ジュディス・リドリー〉[683]）
- N.Y.式ハッピー・セラピー（オペレーター 他）
- ネクスト・ドリーム/ふたりで叶える夢（マギー〈ダコタ・ジョンソン〉）
- ノア 約束の舟（イラ〈エマ・ワトソン〉）
- 呪い襲い殺す（デビー・ガラルディ〈シェリー・ヘニッヒ〉）
- バービー（売れっ子作家バービー〈アレクサンドラ・シップ〉[684]）
- バイオハザード: ウェルカム・トゥ・ラクーンシティ（ジル・バレンタイン〈ハナ・ジョン＝カーメン〉[685]）
- バック・トゥ・ザ・フューチャーシリーズ（ロレイン・マクフライ〈リー・トンプソン〉[686]）※日本テレビ版
  - バック・トゥ・ザ・フューチャー
  - バック・トゥ・ザ・フューチャー PART2
  - バック・トゥ・ザ・フューチャー PART3
- ハリー・ポッターシリーズ（パーバティ・パチル〈シェファーリ・チョウドリー〉、パンジー・パーキンソン〈ジュヌヴィエーヴ・ゴーント〉）
  - ハリー・ポッターとアズカバンの囚人
  - ハリー・ポッターと炎のゴブレット
  - ハリー・ポッターと不死鳥の騎士団
- ビートルジュース ビートルジュース（ドロレス〈モニカ・ベルッチ〉[687]）
- ピクセル（マティ〈マット・リンツ〉）
- ファイナル・カット（イザベル〈ジュヌヴィエーヴ・ビークナー〉）
- プージェー（プージェー）
- ブラック・ビューティー（アンナ〈マッケンジー・デイヴィス〉）
- プルートで朝食を（パトリック）
- フローズン・グラウンド（シンディ・ポールソン〈ヴァネッサ・ハジェンズ〉）
- プロジェクトBB
- プロヴァンスの贈りもの（キンバリー、オーゼの秘書）※機内上映版
- マザー!（母親〈ジェニファー・ローレンス〉[688]）
- マディのおしごと 恋の手ほどき始めます（マディ〈ジェニファー・ローレンス〉[689]）
- やかまし村の子どもたち（ボッセ）
- ライオン・キング（シェンジ[690]）
- ラストデイズ・オブ・サードエンパイア（フリッツィ）
- リサイクル〜死界（ディンユー）
- リトル・マーメイド（ヴァネッサ〈ジェシカ・アレクサンダー〉[691]）
- ワイルド・スピード/スーパーコンボ（ハッティ・ショウ〈ヴァネッサ・カービー〉[692]）
- 別れる決心（ソン・ソレ〈湯唯〉[693]）

#### ドラマ
- 愛の不時着（ユン・セリ〈ソン・イェジン〉[694]）
- AND JUST LIKE THAT... / セックス・アンド・ザ・シティ新章（リサ・トッド・ウェクスリー〈ニコール・アリ・パーカー〉[695]）
- ER緊急救命室シリーズ
  - シーズン7 #6（テレサ・ルイス〈スーザン・エンリケス〉）
  - シーズン8 #8（ジル〈エイミー・ジョー・ジョンソン〉）
  - シーズン10 #17（フレデリカ・トーレス〈クリスティン・ヘレラ〉）
  - シーズン13 #16（ターシャ〈ヘイリー・ラム〉）
- イタズラなKiss〜惡作劇2吻〜（クリス〈瑞莎〉）
- インポスターズ 美しき詐欺師たち（マディ・ジョンソン〈インバー・ラヴィ〉[696]）
- エルスワールド 最強ヒーロー外伝（ケイト・ケイン / バットウーマン〈ルビー・ローズ〉[697]）
- エレメンタリー3 ホームズ&ワトソン in NY #21（サラ・ペンリー〈ナタリー・ゴールド〉）
- ガールボス（ソフィア・マーロウ〈ブリット・ロバートソン〉）
- KAMEN RIDER DRAGON KNIGHT（ケイス / 仮面ライダーセイレーン〈キャリー・レシェンバック〉）
- glee/グリー シーズン6（ジェーン）
- 刑事ルーサー（アリス・モーガン〈ルース・ウィルソン〉[698]）
- ゲーム・オブ・スローンズ（キンヴァラ〈アニア・バクシュタイン〉）
- コールドケース4（アビー）
- ザ・プレイヤー〜究極のゲーム〜（カサンドラ・キング〈チャリティー・ウェイクフィールド〉[699]）
- CSI:15 科学捜査班 ザ・ファイナル #16（エヴァ・モントローズ〈ブレア・ボマー〉）
- CSI:マイアミ9（モニカ・ダウ）
- ジーニアス:世紀の天才 アインシュタイン（マルガリータ・コネンコワ[700]）
- スクリーム・クイーンズ シリーズ（シャネル・オーバリン〈エマ・ロバーツ〉[701]）
- 捜査官カタリーナ・フス（カタリーナ・フス〈カーリン・フランツ・ショーロフ〉[702]）
- 太陽を抱く月（ホ・ヨヌ〈ハン・ガイン〉）
- DOC あすへのカルテ（ジュリア・ジョルダーノ〈マティルデ・ジョリ〉[703]）
- ドリームランド 渚の四姉妹（メル〈リリー・アレン〉[704]）
- バーン・ノーティス 元スパイの逆襲（ソーニャ〈アロナ・タル〉）
- パワーレンジャー・S.P.D.（キラ・フォード / ダイノサンダーイエローレンジャー〈エマ・ラハナ〉）
- フォールアウト（ルーシー・マクレーン）
- マンハッタンに恋をして 〜キャリーの日記〜（キャリー・ブラッドショー〈アナソフィア・ロブ〉[705]）
- ライフwithデレク シーズン1、2（リジー・マクドナルド〈ジョーダン・トドシー〉）
- レイズド・バイ・ウルブス/神なき惑星（マザー〈アマンダ・コリン〉[706]）
- レイ・ドノヴァン ザ・フィクサー シーズン3 #10（ハズミック〈サラ・シャヒ〉）
- ロング・ナイト 沈黙的真相（レン・ユエティン〈リュー・シアオリン〉[707]）

#### アニメ
- アーリーマン 〜ダグと仲間のキックオフ!〜（グーナ[708]）
- アドベンチャー・タイム（フレイムプリンセス）
- オーバー・ザ・ガーデンウォール（ベアトリス[709]）
- おさるのジョージ
- オズ めざせ! エメラルドの国へ（陶器の王女[710]）
- カーズ・オン・ザ・ロード（クルーズ・ラミレス）
- CODE リョーコ （タリア・デュボア）
- 整形水（イェジ / ソレ[711]）
- ドラゴンズドグマ（オリビア[712]）
- ナタ転生
- ナッツジョブ 〜サーリー&バディのピーナッツ大作戦!〜（アンディ[713]）
- バズ・ライトイヤー（アイヴァン[714]）
- ペットシリーズ（ギジェット[715]）
  - ペット
  - ペット2
- 星つなぎのエリオ（クエスタ大使[716]）
- マドレーヌ（アギー）
- マイリトルポニー〜トモダチは魔法〜（トワイライトスパークル[717]、トマト屋ポニー）
  - マイリトルポニー: エクエストリア・ガールズ（トワイライトスパークル）
  - マイリトルポニー: エクエストリア・ガールズ - 虹の冒険（トワイライトスパークル、サイトワイ）
  - マイリトルポニー: エクエストリア・ガールズ - フレンドシップ・ゲーム（サイトワイ / ミッドナイトスパークル、トワイライトスパークル）
  - マイリトルポニー: エクエストリア・ガールズ - エバーフリーの伝説（サイトワイ / ミッドナイトスパークル）
  - マイリトルポニー: エクエストリア・ガールズ: キャンタロット高校物語（サイトワイ）
  - 映画マイリトルポニー プリンセスの大冒険（トワイライトスパークル）
- 万聖街（もも[718]）
- ミュータント・タートルズ:ミュータント・パニック!（レザーヘッド[719]）
- ヨウゼン（エンラ[720]）
- RINGING FATE（シュウ[初出 13]）
- LEGO® ムービーシリーズ
  - LEGO® ムービー（ユニキャット）
  - LEGO® ムービー2（ユニキャット / ウルトラキャット）
  - レゴ®バットマン ザ・ムービー（バットガール[721]）
  - レゴニンジャゴー ザ・ムービー（ココ[722]）
- ロイヤルコーギー レックスの大冒険（ワンダ[723]）

#### その他
- 再現ドラマ吹き替え多数（アリス・フレミング）
- ディズニーパークの裏側 〜進化し続けるアトラクション〜（ナレーション[724]）

### テレビドラマ
- 連続テレビ小説 なつぞら 第143話・第152話（2019年9月13日・24日、NHK総合） - 白本知香子 役[725][726]（他、劇中アニメ「大草原の少女ソラ」- ソラの声）
- 日曜劇場 ドラゴン桜 第2シリーズ 第9話（2021年6月20日、TBS） - 藤井の母親（声） 役[727]
- 科捜研の女 Season21 第1話（2021年10月14日、テレビ朝日） - 水城和穂 役[728]
- 119エマージェンシーコール 第10話・最終話（2025年3月24日・31日、フジテレビ） - 道瀬素子 役[729][注 6]

### 特撮
- 仮面ライダーディケイド（2009年、キバーラの声）
- 劇場版 仮面ライダーディケイド オールライダー対大ショッカー（2009年、キバーラの声）
- 仮面ライダー×仮面ライダー W&ディケイド MOVIE大戦2010（2009年、キバーラの声）
- 手裏剣戦隊ニンニンジャー（2015年、妖怪フタクチオンナの声[730]）
- 王様戦隊キングオージャー（2023年 - 2024年、ヒルビル・リッチの声[731]）
- 王様戦隊キングオージャーVSキョウリュウジャー（2024年、ヒルビル・リッチの声）

### 実写映画
- デスノート Light up the NEW world（2016年） - アーマ（声） 役[732]
- 劇場版 列車大行進 -日本を駆ける列車たち-（2017年） - ナビゲーター[733]
- 旅猫リポート（2018年） - モモ（声） 役[734]

### 舞台
- Theatre劇団子 第19回公演 遥かなる山でヤッホッホ（2007年11月15日 - 18日、紀伊國屋ホール）
- Theatre劇団子公演 トレジャーのある街'08（2008年4月26日・27日、PIT北/区域）
- 第5回マウスプロモーション公演 銀と赤のきおく（2008年6月3日 - 8日、紀伊国屋サザンシアター）
- Theatre劇団子公演 ペダルをめっちゃ漕ぐ（2008年8月20日 - 25日、赤坂レッドシアター）
- 新宿コマ劇場座長公演“水樹奈々大いに唄う”「歌姫華仕置 疾風の奈々参上」（2008年10月11日、新宿コマ劇場） - 雀蜂のお陸 役（夜公演のみ）
- 劇団ヘロヘロQカムパニー 八つ墓村（2008年12月10日 - 14日、吉祥寺前進座劇場）
- Theatre劇団子 '09春の番外公演 愛知のオンナ（2009年5月2日 - 4日、長久手町文化の家）
- MASKED RIDER LIVE&SHOW 〜十年祭〜（2009年6月28日・29日、東京国際フォーラム） - キバーラ 役（声の出演）
- FNSチャリティキャンペーン朗読劇 ホワイトシアター〜Chapter1.5〜（2010年5月29日、フジテレビマルチシアター）
- 劇団ヘロヘロQカムパニー 悪魔が来りて笛を吹く（2010年8月8日 - 14日、吉祥寺前進座劇場）
- Theatre劇団子 第24回公演 愛知のオンナ 再演（2010年10月8日 - 10日、座・高円寺2）
- Theatre劇団子公演 もう一つのシアター!（2011年1月27日 - 30日、紀伊國屋ホール）
- ドラマティック・カンパニー 二十周年記念公演「阿呆浪士」（2012年9月13日 - 17日、本多劇場 / 21日 - 23日、一心寺シアター倶楽）[735]
- 朗読劇 私の頭の中の消しゴム 4th letter（2012年5月4日・6日、天王洲 銀河劇場）
- Theatre劇団子 劇団創立20周年記念29th act「落人たちのブロードウェイ」（2012年9月13日 - 17日、紀伊國屋ホール） - 声の出演
- 劇団ヘロヘロQカムパニー 獄門島（2012年12月16日 - 22日、吉祥寺前進座劇場）
- SOUND THEATRE「THE ONE」（2013年、東京グローブ座） - 沖田みつ、沖田総司、深雪太夫 役
- SOUND THEATRE「MARS RED」（2013年6月22日・23日、舞浜アンフィシアター） - デフロット 役ほか
- 両国国技館座長公演“水樹奈々大いに唄う 参”「光圀-meet, come on!-」（2013年3月3日、両国国技館） - お銀 役
- 朗読能シアター 葵上-宝生流能楽公演「体感する能」より-（2013年5月25日・26日、東京芸術劇場 シアターウエスト） - 語り[736]
- SOUND THEATRE「A BASE METAL」（2014年、Aiia Theater）
- 朗読劇 私の頭の中の消しゴム 6th letter（2014年6月1日・8日、天王洲 銀河劇場）
- SUPER SOUND THEATRE「Valkyrie 〜Story from RHINE GOLD〜」（2014年、舞浜アンフィシアター）
- SOUND THEATRE「THE ONE」（2015年3月28日・29日、Zeppブルーシアター六本木 / 4月4日・5日、森ノ宮ピロティホール） - 沖田みつ、沖田総司、深雪太夫 役[737]
- SUPER SOUND THEATRE「MARS RED 2015」（2015年9月26日・27日、舞浜アンフィシアター） - デフロット 役[738]
- 国立代々木競技場第一体育館座長公演“水樹奈々大いに唄う 四”「新説 桃太郎英雄譚」（2016年1月24日、国立代々木競技場第一体育館） - 謎の少年（ピーター・パン） 役
- Go!プリンセスプリキュア ミュージカルショー プリンセスランドをすくえ！ - 紅城トワ / キュアスカーレット 役
- Go!プリンセスプリキュア アクションステージ - 紅城トワ / キュアスカーレット 役
- 朗読劇 シアトリカル・ライブ「義経千本桜」（2017年5月27日・28日、品川ステラボール） - 源九郎狐 役ほか[739]
- READING HIGH 第3回公演「Chèvre Note〜シェーヴルノート〜」（2019年1月12日・13日、舞浜アンフィシアター） - ジャンヌ・ダルク 役[740]
- 感謝の恩返しスペシャル企画 朗読劇「半沢直樹」『初恋の味』（2020年9月13日、新国立劇場 中劇場）[741]
- 朗読歌劇「マダムバタフライ 〜ある晴れた日に〜」（2021年1月10日、横浜市磯子区民文化センター 杉田劇場） - 蝶々夫人 役[742]
- 舞台「デュラララ‼」〜円首方足の章〜（2021年8月1日 - 7日、日本青年館ホール / 13日 - 15日、名古屋文理大学文化フォーラム 大ホール / 20日 - 22日、COOL JAPAN PARK OSAKA WWホール） - セルティ・ストゥルルソン 役（声の出演）[743]
- プレミア音楽朗読劇 VOICARION「女王がいた客室」（2021年10月8日・10日、シアタークリエ / 11月14日、サンケイホールブリーゼ） - エレオノーラ 役[744]
- READING HIGH 第8回公演「Chèvre Note〜Story From Janne dArc〜」（2021年12月25日・26日、舞浜アンフィシアター） - ジャンヌ・ダルク 役[745]
- 朗読劇 私の頭の中の消しゴム Final Letter（2025年5月2日、よみうり大手町ホール）[746]

### ラジオ
※はインターネット配信。
- でじこのへや（1999年10月 - 2001年9月、ラジオ大阪）
- ぷちこのおしえて! ほっけみりん。（2000年3月 - 2004年9月、ラジオ大阪V-STATION）
- でじこのへや2（2001年10月 - 2002年3月、ラジオ大阪）
- でじこさん（2002年4月5日 - 2003年3月28日、ラジオ大阪）
- でじこのうっかりパニック!（2004年4月 - 9月、ラジオ大阪・文化放送・東海ラジオ）
- D.U.P.のWelcome!PARTY☆NIGHT（2004年10月 - 12月、BEAT☆Net Radio!※）
- ローゼンメイデン・ウェブラジオ 薔薇の香りのGarden Party（2005年5月13日 - 9月30日、ランティスウェブラジオ※）
- WEBラジオ『関東図書基地 広報課』女子寮（2008年4月10日 - 2008年7月3日、アニメイトTV※・音泉※）
- WEBラジオ『メタファリカ・トウコウ放送局』ラジオネリコ〜自室に響く少女たちの宿会話〜（2008年4月10日 - 5月、アニメイトTV※）
- 沢城みゆきと12の夜（2009年11月21日 - 2010年11月27日、HiBiKi Radio Station※）
- テガミバチラジオ〜響け! ラジ針!!〜（2009年12月18日 - 2010年10月29日、ランティスウェブラジオ※）
- 501st JFW.OA〜第五〇一統合戦闘航空団公式放送〜（2011年5月10日 - 2016年7月25日、音泉※・HiBiKi Radio Station※）
- テイルズリング・エクシリア（2011年9月8日 - 2012年3月29日、アニメイトTV※）
- ローゼンメイデン〜ヴィーダーゼーエン〜（2013年7月3日 - 12月10日、ランティスウェブラジオ※）[747]
- 霧島レイNavigates 沢城みゆきのRadio Drive!（2013年10月4日 - 2014年3月28日、文化放送）[748]
- ユピテルpresents 野島裕史・瀬戸麻沙美の霧島レイくらぶ（2014年4月4日 - 2015年12月25日、文化放送）[749]

### ナレーション
報道・情報番組
| 期間           | 期間           | 番組名                                               | 備考                                    |
| -------------- | -------------- | ---------------------------------------------------- | --------------------------------------- |
| 2013年10月29日 | 2013年10月29日 | おぉ!信州人（長野朝日放送）                          | いずれも特別ナレーションとして担当      |
| 2014年5月5日   | 2014年5月5日   | スタジオパークからこんにちは こどもの日SP（NHK総合） | いずれも特別ナレーションとして担当      |
| 2014年12月11日 | 2014年12月11日 | NEWS ZERO（日本テレビ）                              | いずれも特別ナレーションとして担当      |
| 2016年4月      | 現在           | 報道ステーション（テレビ朝日）                       | いずれも途中3ヵ月は、産休に伴い一時休養 |
| 2017年4月      | 現在           | サタデーステーション（テレビ朝日）                   | いずれも途中3ヵ月は、産休に伴い一時休養 |
| 2017年10月22日 | 2017年10月22日 | 選挙ステーション（テレビ朝日）                       |                                         |

バラエティ・特別番組・その他
- あにてれ Presents アニソ〜ンぷらす+（2010年4月・2011年3月14日、テレビ東京）
- 世界行ってみたらホントはこんなトコだった!?（2011年10月17日 - 2012年9月24日・2013年1月23日 - 2013年3月27日・2013年10月 - 、フジテレビ）
- ゴッドタン（2012年6月16日・23日、テレビ東京）[750]
- ウレロ☆未完成少女（2012年7月20日・10月15日、テレビ東京）
- Rの法則（2013年1月8日・2017年4月5日、NHK Eテレ）
- 共感百景 〜痛いほど気持ちがわかる あるある〜（2014年1月2日・2015年1月2日・2016年1月1日、テレビ東京）
- クイズ!侍 イン ザ ワールド（2014年1月2日・7月26日、TBS）
- 世界の衝撃ストーリー（2014年3月19日、テレビ東京）
- 大人ドリル（2014年5月 - 、NHK総合）
- アニメマシテ（2014年6月30日、テレビ東京）
- バナナフェイス 本当の恋は顔じゃない（2014年9月20日、フジテレビ）
- このマンガいいね!BSオススメ夜話 年末特大号（2014年12月29日、NHK）
- 植物のキモチ（2015年4月23日、NHK BSプレミアム）
- 奥さまは修行中（2015年5月25日、朝日放送）
- 「攻殻機動隊 新劇場版」6.20公開!!25分でわかるARISE SP!（2015年6月3日、テレビ朝日）
「攻殻機動隊 新劇場版」公開記念!!25年を25分でおさらいSP（2015年6月23日、テレビ朝日）
- 虎ノ門ニュース・スペシャル 青山繁晴×百田尚樹が語る『終戦の日と日本人』前編・後編（2015年8月15日・16日、スカパー!プレミアム DHCシアター）[751]
- ニノさん（2015年9月13日・20日・11月29日、日本テレビ）
- 舘ひろし&上田晋也の日本魂届けますSP（2015年9月19日、日本テレビ）
- 櫻井有吉アブナイ夜会（2015年10月8日 - 、TBS）
- ニッポン人のギモン（2015年11月3日 - 、NHK総合〈不定期放送〉）
- 生活の裏側で発見！こんなトコロにド迫力映像54連発（2015年11月22日、フジテレビ）
- 又吉直樹のマンガ・ジャーニー（2015年11月25日、NHK BSプレミアム）
- ぐるナイ大晦日恒例!おもしろ荘 若手にチャンスと愛を…誰か売れて頂戴SP（2015年12月31日、日本テレビ）
- NEWSな2人（2016年1月9日・2016年4月23日 - 、TBS）
- 但し、○○に限る。（2016年3月17日・24日、日本テレビ）
- もうすぐ!連続テレビ小説「とと姉ちゃん」（2016年3月21日、NHK総合）
- 人生一度は体感したい 超絶景!行った気トラベラー（2016年3月27日、毎日放送）
- きじまりゅうたの小腹がすきました!（2016年3月28日、NHK総合）
- 櫻井・有吉 THE夜会（2016年4月7日 - 2024年9月19日、TBS）
- しくじり先生presents 中田歴史塾（2016年9月11日、テレビ朝日）
- 人生一度は体感したい 超絶景!行った気トラベラー【第4弾★豪華!楽園!夜景!】（2016年9月20日、TBS）[752]
- キミコエTVスペシャル〜彼女たちはこうして、スタートラインに立った〜（2016年9月22日、CSファミリー劇場）
- ありえへん∞世界SP「本当にあった!世界の衝撃事件&道の駅No.1行列グルメ」（2016年10月4日、テレビ東京）[753]
- 伝説ふたたび!「デスノートの謎」徹底解剖スペシャル!（2016年10月30日、日本テレビ）
- あなたの夢、何ですか?〜KAZU×大谷翔平（2016年12月25日、テレビ朝日）
- マネーハウス〜金銀銅の錬金術〜（2016年12月29日、フジテレビ）
- 噂の現場にチョクメン!マコトシヤカ（2016年12月31日・2017年1月9日、テレビ東京）
- 世界5大陸横断 行った気トラベラー 19万5000kmで見つけた超絶景（2017年2月28日、毎日放送）
- しくじり先生 俺みたいになるな!!（2017年4月16日 - 2017年9月24日〈しくじり偉人伝のみ〉、テレビ朝日）
- にっぽんアジバト〜未知の味を創り出せ〜（2017年4月24日、NHK総合）
- 理系いたずらグランプリ! （2017年5月14日、テレビ朝日）
- オトナのストレッチマン（2017年8月28日 - 9月1日、NHK Eテレ）[754]
- 外国人100人が本当に驚いた 世界びっくり映像No.1決定戦（2017年9月4日、テレビ朝日）
- 鏡の法則―人生のどんな問題も解決する魔法のルール（オーディオブック）
- ぐるぐるMAPトラベリング
- ここ掘れ!ワンワン!
- ザ・コンテスト
- 人生の正解TV〜これがテッパン!〜
- ためしてガッテン
- 大!天才てれびくん「ドウブツカメラ!」
- 美男塾モテノミクス
- NNNドキュメント'14「3・11大震災 シリーズ 千年後のあなたへ 15歳…いのちの石碑」（2014年4月6日、日本テレビ）
- EPCOTIA NEWSのアルバム“EPCOTIA”の中に出てくる宇宙船（EPCOTIAライナー）の機長
- NHKスペシャル シリーズ 大江戸（2018年4月29日 - 2018年7月1日、NHK総合、月1回、3回放送）
- NHKスペシャル 選 大江戸シリーズ（2019年3月2日、NHK総合）[755]
- 人生変わる!? 奇跡の宿（2019年9月1日、静岡放送制作・TBS系列）
- 国民10万人がガチ投票！戦国武将総選挙（2019年12月28日、テレビ朝日）[756]
- 日曜ビッグバラエティ（テレビ東京）
  - 緊急出動! ニッポンの特殊部隊! TV初公開を連発SP（2020年2月2日）
- 浅田真央 スマイルとともに〜独占取材！浅田真央サンクスツアーのすべて〜（2021年5月23日、BSフジ）[757]
- 東京五輪へ -卓球・絆の物語- 美誠・佳純・美宇 家族との感動秘話（2021年5月23日、テレビ東京）
- BS1スペシャル スケートボード“伝説”が生まれた日 〜金メダリスト 堀米雄斗22歳〜（2021年9月19日、NHK BS1）
- 張本智和19歳の告白〜密着2002日再起への旅路〜（2023年2月12日、テレビ東京）

その他
- ゲームソフト『RPGタイム!〜ライトの伝説〜』PV（2021年）[注 7][758]

### テレビ番組
- カテイカ（2015年8月14日、NHK Eテレ）（カテイカ様）
- MJ presents 祝15周年！水樹奈々77分生放送スペシャル！（LIVE-2015年12月6日・完全版-2016年2月7日、BSプレミアム）
- 芸能人が本気で考えた!ドッキリGP（2018年11月10日 - 、フジテレビ）（鬼太郎の声）
- セカンドの美学（2019年9月21日、NHK BSプレミアム[759]）
- クイズプレゼンバラエティー Qさま!!（2022年8月22日、テレビ朝日）オリジナルキャラクター「火星ちゃん」

### パチンコ・パチスロ
- バジリスクシリーズ（蛍火）
- CRフィーバー らんま1/2（2011年、早乙女らんま）
- クロスバレット（2011年、サーシャ・バレット）
- ハイパー娘（2011年、ツッキー）
- 不二子〜100億$の女神〜（2012年、峰不二子）
- CR麻雀物語〜麗しのテンパイ乙女〜（2012年、アンナ）
- 絶対衝激II 〜PLATONIC HEART〜（2013年、石河葵）
- パチスロ学園黙示録 HIGHSCHOOL OF THE DEAD（2013年、毒島冴子）
- パチスロ化物語（2013年、神原駿河）
- CR銀河乙女（2014年、ヒルダ・アレクサンダー）
- デビルサバイバー2 最後の7日間（2015年、マコト〈迫真琴〉）
- 探偵歌劇 ミルキィホームズTD 消えた7と奇跡の歌（2016年、銭形次子[760]）
- パチスロ ウィッチマスター（2016年、バーバラ・キースリング[761]）
- CR魔法先生ネギま!（2017年、ネカネ・スプリングフィールド[762]）
- パチンコCR偽物語299Ver.（2018年、神原駿河）
- 不二子 TYPE A+（2018年、峰不二子）
- P SHOW BY ROCK!!（2019年、ヴィクトリアス）
- パチスロ 〈物語〉シリーズ セカンドシーズン（2020年、神原駿河）
- Pゲゲゲの鬼太郎 獅子奮迅（2023年、鬼太郎）

### その他のコンテンツ
- マルチメディアフュージョン 2 スペシャルボックス（ボイスサンプル）150点収録
- まぜてよ★生ボイス 携帯用ボイスサイト（しずか）
- LINE プレイ（オフィリア[763]）
- ねこぐらし。ジリーズ ASMR（2020年 - 2021年、アメショ猫）
  - ねこぐらし。2〜アメショ猫娘と癒やしのひととき〜[764]
  - ねこぐらし。3〜アメショ猫娘と月夜の膝枕〜[765]

カー用品
- 「MAPLUS ポータブルナビ2」（カーナビ音声）
- Yupiteru GPS&レーダー探知機 Lei01（霧島レイ）
- Yupiteru GPS&レーダー探知機 Lei02（霧島レイ、ちびレイ）
- Yupiteru ポータブルカーナビゲーション Lei Navi（霧島レイ、ちびレイ）
- Yupiteru ポータブルカーナビゲーション Lei Navi+（霧島レイ、ちびレイ）
- Yupiteru GPS&レーダー探知機 Lei Lite（霧島レイ、ちびレイ）
- Yupiteru GPS&レーダー探知機 Lei03（霧島レイ、ちびレイ）
- Yupiteru GPS&レーダー探知機 Lei03+（霧島レイ、ちびレイ）
- Yupiteru GPS&レーダー探知機 Lei04（霧島レイ、ちびレイ）

広報アニメ
- メルセデス・ベンツ・AクラスPRアニメーション「NEXT A-CLASS」（2012年、甲斐クニコ）
- 矢場とんオリジナルアニメ「大須のぶーちゃん」（2019年、観音様、ナレーション）[766]

雑貨
- 目覚ましGPS置時計 Lei Clock（霧島レイ、ちびレイ）
- 安全運転＆ライフサポートウォッチ Lei Watch（ちびレイ）
- ゲゲゲの鬼太郎 スペシャルファンブック特別付録 おしゃべり めざましどけい （2019年、鬼太郎[767]）

実写
- テイルズ オブ フェスティバル 2011,2012,2013,2015
- イベントDVD 電撃文庫 秋冬の陣 de デュラララヴァーズ in 中野
- 水樹奈々7thアルバム『ULTIMATE DIAMOND』初回限定盤付属DVD『新宿コマ劇場座長公演「水樹奈々 大いに唄う」』（雀蜂のお陸）

## ディスコグラフィ

### キャラクターソング
| 発売日   | 商品名 | 歌 | 楽曲 | 備考                                                                                |
| 1999年   | 1999年 | 1999年 | 1999年 | 1999年                                                                              |
| -------- | --- | --- | --- | ----------------------------------------------------------------------------------- |
| 10月9日  | PARTY☆NIGHT | でじこ（真田アサミ）、うさだ（氷上恭子）、ぷちこ（沢城みゆき） | 「PARTY☆NIGHT」 「PARTY☆NIGHT（パラパラ・アレンジ・バージョン）」                                                                                    | 『デ・ジ・キャラット』関連曲                                                        |
| 10月9日  | PARTY☆NIGHT | ぷちこ（沢城みゆき） | 「Never give up」 | 『デ・ジ・キャラット』関連曲                                                        |
| 12月23日 | でじこのサウンドメッセージ                                                                                               | でじこ（真田アサミ）、うさだ（氷上恭子）、ぷちこ（沢城みゆき） | 「PARTY☆NIGHT -HYPER PARAPARA VERSION-」 | 『デ・ジ・キャラット』関連曲                                                        |
| 12月23日 | でじこのサウンドメッセージ                                                                                               | ぷちこ（沢城みゆき） | 「CARNIVAL」 | 『デ・ジ・キャラット』関連曲                                                        |
| 2000年   | | | |                                                                                     |
| 2月11日  | でじこの音楽会 | でじこ（真田アサミ）、うさだ（氷上恭子）、ぷちこ（沢城みゆき） | 「てんてこまいまい！」 「Happy Day」 | 『デ・ジ・キャラット』関連曲                                                        |
| 2月11日  | でじこの音楽会 | ぷちこ（沢城みゆき） | 「お散歩にゅ…」 | 『デ・ジ・キャラット』関連曲                                                        |
| 2月11日  | でじこの音楽会 | でじこ（真田アサミ）、ぷちこ（沢城みゆき） | 「Twinkle Dream」 | 『デ・ジ・キャラット』関連曲                                                        |
| 5月10日  | ぷちこのうた | ぷちこ（沢城みゆき） | 「Spicy Girl」 「Spicy Girl（クラブ・リミックス）」 「Not Alone〜君はひとりじゃない〜」 「Welcome!」                                                 | 『デ・ジ・キャラット』関連曲                                                        |
| 7月15日  | Voice of Heart | でじこ（真田アサミ）、うさだ（氷上恭子）、ぷちこ（沢城みゆき） | 「D.U.P!」 「Voice of Heart」 「Voice of Heart（アコースティック・バージョン）」 「PARTY☆NIGHT（パラパラ・ライブ・バージョン）」                     | 『デ・ジ・キャラット』関連曲                                                        |
| 8月23日  | でじこのサウンドフェスティバル                                                                                           | でじこ（真田アサミ）、うさだ（氷上恭子）、ぷちこ（沢城みゆき） | 「パワフルサマー」 | 『デ・ジ・キャラット』関連曲                                                        |
| 8月23日  | でじこのサウンドフェスティバル                                                                                           | ぷちこ（沢城みゆき） | 「シャボン・デ・セ・シ・ボン」 | 『デ・ジ・キャラット』関連曲                                                        |
| 9月30日  | デ・ジ・キャラット音頭                                                                                                   | でじこ（真田アサミ）、うさだ（氷上恭子）、ぷちこ（沢城みゆき）、ゲマ（亀井芳子） | 「デ・ジ・キャラット音頭」 「デ・ジ・キャラット音頭（リミックス・バージョン）」                                                                      | 『デ・ジ・キャラット』関連曲                                                        |
| 12月2日  | Di Gi Charat X'mas Album Welcome to X'mas                                                                                | でじこ（真田アサミ）、うさだ（氷上恭子）、ぷちこ（沢城みゆき） | 「Welcome to X'mas」 | 『デ・ジ・キャラット』関連曲                                                        |
| 12月2日  | Di Gi Charat X'mas Album Welcome to X'mas                                                                                | ぷちこ（沢城みゆき）、ムラタク（置鮎龍太郎） | 「Beautiful Day」 | 『デ・ジ・キャラット』関連曲                                                        |
| 12月2日  | Di Gi Charat X'mas Album Welcome to X'mas                                                                                | でじこ（真田アサミ）、うさだ（氷上恭子）、ぷちこ（沢城みゆき）、ゲマ（亀井芳子）、ムラタク（置鮎龍太郎）、ミナタク（南央美）、ブキミコンビ（内藤玲、森訓久）、リク（鳥海浩輔）、カイ（鈴木千尋）、クウ（サエキトモ） | 「PARTY☆NIGHT 〜オールスターバージョン〜」 | 『デ・ジ・キャラット』関連曲                                                        |
| 2001年   | | | |                                                                                     |
| 3月31日  | ぷちこのうた2 | ぷちこ（沢城みゆき） | 「Baby? Lady?」 「Baby? Lady?（ハイパー・リミックス）」 「HIP-HOP★ベジタブル」 「Spicy Girl（ライブ・バージョン）」                                  | 『デ・ジ・キャラット』関連曲                                                        |
| 4月25日  | でじこのサウンドガーデン                                                                                                 | でじこ（真田アサミ）、うさだ（氷上恭子）、ぷちこ（沢城みゆき） | 「PARTY NIGHT -WHITE VERSION-」 「さくら さくら」 「see you see you」                                                                                | 『デ・ジ・キャラット』関連曲                                                        |
| 5月19日  | Wonder Girls | でじこ（真田アサミ）、うさだ（氷上恭子）、ぷちこ（沢城みゆき） | 「Wonder Girl マジック3」 「Wonder Girl マジック3（クラブリミックス）」                                                                              | 『デ・ジ・キャラット』関連曲                                                        |
| 5月19日  | Wonder Girls | でじこ（真田アサミ）、うさだ（氷上恭子）、ぷちこ（沢城みゆき）、リク（鳥海浩輔）、カイ（鈴木千尋）、クウ（サエキトモ）、ブキミコンビ（内藤玲、森訓久） | 「All The Best」 | 『デ・ジ・キャラット』関連曲                                                        |
| 5月23日  | ギャラクシー★Bang!Bang!                                                                                                  | エンジェル隊 | 「ギャラクシー★Bang!Bang!」 | テレビアニメ『ギャラクシーエンジェル』オープニングテーマ                            |
| 5月23日  | ギャラクシー★Bang!Bang!                                                                                                  | エンジェル隊 | 「ホロスコープ・ラプソディ」 | テレビアニメ『ギャラクシーエンジェル』エンディングテーマ                            |
| 6月27日  | ギャラクシーエンジェル キャラクターシリーズ Vol.3 ミント・ブラマンシュ                                                   | ミント・ブラマンシュ（沢城みゆき） | 「恋するレシピ」 | テレビアニメ『ギャラクシーエンジェル』関連曲                                        |
| 7月19日  | Pyocola Keeping Operations P・K・O                                                                                       | D.U.P.、P・K・O | 「Let's Change the World!!」 | 『デ・ジ・キャラット』関連曲                                                        |
| 8月29日  | GALAXY ANGEL de SHOW♪ | ミント・ブラマンシュ（沢城みゆき） | 「Piece of Peace」 | テレビアニメ『ギャラクシーエンジェル』関連曲                                        |
| 8月29日  | GALAXY ANGEL de SHOW♪ | エンジェル隊 | 「ギャラクシー★Bang!Bang!（ノー・カケゴエ・ヴァージョン）」                                                                                          | テレビアニメ『ギャラクシーエンジェル』関連曲                                        |
| 9月29日  | ギャラクシーエンジェル オリジナルサウンドトラック                                                                        | ミルフィーユ・桜葉（新谷良子）、蘭花・フランボワーズ（田村ゆかり）、ミント・ブラマンシュ（沢城みゆき） | 「Sorry!」 | テレビアニメ『ギャラクシーエンジェル』関連曲                                        |
| 11月7日  | でじこのサウンドマジック                                                                                                 | ぷちこ（沢城みゆき） | 「おひるねぷいぷい」 | 『デ・ジ・キャラット』関連曲                                                        |
| 11月29日 | GALAXY ANGEL de GO! | ミルフィーユ・桜葉（新谷良子）、ミント・ブラマンシュ（沢城みゆき） | 「はなまる ワンダフル（にじゅうまるver.）」 | テレビアニメ『ギャラクシーエンジェル』関連曲                                        |
| 11月30日 | Di Gi Charat X'mas CD 2001 White Fantasy                                                                                 | ぷちこ（沢城みゆき） | 「Snow Night Dream」 | 『デ・ジ・キャラット』関連曲                                                        |
| 11月30日 | Di Gi Charat X'mas CD 2001 White Fantasy                                                                                 | D.U.P. | 「Welcome! X'mas version」 | 『デ・ジ・キャラット』関連曲                                                        |
| 11月     | ギャラクシーエンジェル すぺしゃるし〜でぃ〜♪                                                                             | ミルフィーユ・桜葉（新谷良子）、ミント・ブラマンシュ（沢城みゆき） | 「はなまるワンダフル」 | テレビアニメ『ギャラクシーエンジェル』関連曲                                        |
| 12月22日 | Di Gi Charat星の旅 | D.U.P. | 「PARTY☆NIGHT（Movie version）」 「PARTY☆NIGHT（2002 オリジナル・バージョン）」                                                                      | 『デ・ジ・キャラット』関連曲                                                        |
| 2002年   | | | |                                                                                     |
| 2月9日   | Twin Hearts | ぷちこ（沢城みゆき） | 「エスケイプだにゅ！」 「Never give up!（新録）」 「Not Alone〜君はひとりじゃない〜（新録）」                                                        | 『デ・ジ・キャラット』関連曲                                                        |
| 2月9日   | Twin Hearts | ミント（沢城みゆき） | 「気ままに a la mode!」 「I'll be there」 | 『ギャラクシーエンジェル』関連曲                                                    |
| 2月28日  | 夢見たい★ANGEL隊 | エンジェル隊 | 「夢見たい★ANGEL隊」 | テレビアニメ『ギャラクシーエンジェル』第2期オープニングテーマ                       |
| 2月28日  | 夢見たい★ANGEL隊 | エンジェル隊 | 「はっぴぃ・くえすちょん」 | テレビアニメ『ギャラクシーエンジェル』第2期エンディングテーマ                       |
| 3月13日  | HAPPY! SMILE! HELLO! | でじこ（真田アサミ）、ぷちこ（沢城みゆき）、りんな（榎本温子）、みけ（小桜エツ子） | 「情熱のPARADISE」 | テレビアニメ『ぱにょぱにょデ・ジ・キャラット』エンディングテーマ                    |
| 4月10日  | ファーストKiss☆物語II 〜エピソード0章〜                                                                                  | 織田桐姫乃（沢城みゆき） | 「Twinkle★Kiss」 | ゲーム『ファーストKiss☆物語II 〜あなたがいるから〜』関連曲                          |
| 4月24日  | GALAXY ANGEL de SHOUT!                                                                                                   | ミルフィーユ・桜葉（新谷良子）、蘭花・フランボワーズ（田村ゆかり）、ミント・ブラマンシュ（沢城みゆき） | 「Give me! チョコレート！」 | テレビアニメ『ギャラクシーエンジェル』関連曲                                        |
| 4月24日  | GALAXY ANGEL de SHOUT!                                                                                                   | ミルフィーユ・桜葉（新谷良子）、ミント・ブラマンシュ（沢城みゆき） | 「おひさまいろのMerry-go-round」 | テレビアニメ『ギャラクシーエンジェル』関連曲                                        |
| 4月24日  | GALAXY ANGEL de SHOUT!                                                                                                   | ミルフィーユ・桜葉（新谷良子）、蘭花・フランボワーズ（田村ゆかり）、ミント・ブラマンシュ（沢城みゆき）、フォルテ・シュトーレン（山口眞弓） | 「まっしぐら」 | テレビアニメ『ギャラクシーエンジェル』関連曲                                        |
| 5月18日  | コジョピーのうた | しあわせオコジョ組 | 「コジョピーのうた」 | テレビアニメ『しあわせソウのオコジョさん』オープニングテーマ                        |
| 5月22日  | ちいさなまほう | 樋口湖太郎（沢城みゆき） | 「ちいさなまほう」 | テレビアニメ『ぴたテン』エンディングテーマ                                          |
| 5月22日  | ちいさなまほう | 樋口湖太郎（沢城みゆき） | 「TROUBLE ANGEL」 | テレビアニメ『ぴたテン』関連曲                                                      |
| 5月22日  | READY→⇒→GO! | D.U.P. | 「READY→⇒→GO!」 「恋する（？）カフェテラス」 | 『デ・ジ・キャラット』関連曲                                                        |
| 6月26日  | GALAXY ANGEL de WHAT? | エンジェル隊 | 「夢見たい★エンジェル隊 ごくらくver.」 | テレビアニメ『ギャラクシーエンジェル』関連曲                                        |
| 7月31日  | ぱにょぱにょデ・ジ・キャラット キャラソンだにょ！                                                                        | ぷちこ（沢城みゆき） | 「おはよう笑顔で」 | テレビアニメ『ぱにょぱにょデ・ジ・キャラット』関連曲                                |
| 7月31日  | ぱにょぱにょデ・ジ・キャラット キャラソンだにょ！                                                                        | でじこ（真田アサミ）、ぷちこ（沢城みゆき）、りんな（榎本温子）、みけ（小桜エツ子） | 「ぱにょぱにょLovely Time」 | テレビアニメ『ぱにょぱにょデ・ジ・キャラット』関連曲                                |
| 9月20日  | 無限大∞ソリューション | D.U.P. | 「無限大∞ソリューション」 「D.U.P!（再録）」 | 『デ・ジ・キャラット』関連曲                                                        |
| 9月20日  | 無限大∞ソリューション | D.U.P.、P・K・O | 「Voice of Heart」 | 『デ・ジ・キャラット』関連曲                                                        |
| 10月23日 | ギャラクシー☆ばばんがBang!                                                                                               | エンジェル隊 | 「ギャラクシー☆ばばんがBang!」 | テレビアニメ『ギャラクシーエンジェル』第3期オープニングテーマ                       |
| 10月23日 | ギャラクシー☆ばばんがBang!                                                                                               | エンジェル隊 | 「エンジェルわっしょい！」 | テレビアニメ『ギャラクシーエンジェル』第3期エンディングテーマ                       |
| 11月29日 | Di Gi Charat X'mas CD-BOX スマイル☆X'mas                                                                                 | D.U.P. | 「スマイル☆X'mas」 | 『デ・ジ・キャラット』関連曲                                                        |
| 2003年   | | | |                                                                                     |
| 1月22日  | エンジェル★うっきー | エンジェル隊 | 「エンジェル★うっきー」 | テレビアニメ『ギャラクシーエンジェル』第3期オープニングテーマ                       |
| 1月22日  | エンジェル★うっきー | エンジェル隊 | 「ドタバタ☆エンジェループ」 | テレビアニメ『ギャラクシーエンジェル』第3期エンディングテーマ                       |
| 1月22日  | ぴたテン ヴォーカルアルバム 天使たちの合唱会                                                                             | 美紗（田村ゆかり）、湖太郎（沢城みゆき） | 「コズミック・ダイビング」 | テレビアニメ『ぴたテン』関連曲                                                      |
| 2月25日  | ギャラクシーエンジェルA 第3巻特典CD                                                                                      | ミント・ブラマンシュ（沢城みゆき） | 「ぱんぷきん・プリンセス」 | テレビアニメ『ギャラクシーエンジェルA』関連曲                                       |
| 2月6日   | でじこさん ラジオサウンドトラック集 SOUND of でじこさん                                                                  | D.U.P. | 「READY→⇒→GO!（RADIO-EDIT）」 「恋する（？）カフェテラス（RADIO-EDIT）」 「READY→⇒→GO!（daylights mix）」 「恋する（？）カフェテラス（Winter mix）」 | ラジオ『でじこさん』関連曲                                                          |
| 3月21日  | GALAXY ANGEL VOCAL ALBUM「Eternal Songs」                                                                                | ミント・ブラマンシュ（沢城みゆき） | 「in my heart」 | テレビアニメ『ギャラクシーエンジェル』関連曲                                        |
| 3月21日  | GALAXY ANGEL VOCAL ALBUM「Eternal Songs」                                                                                | エンジェル隊 | 「Eternal Love 〜光の天使より〜 エンジェル隊Version」                                                                                                | テレビアニメ『ギャラクシーエンジェル』関連曲                                        |
| 4月2日   | エンジェリック・コンサート ヴォーカルコレクション                                                                        | ピアラ＝セティス（沢城みゆき） | 「優しい森」 「愛のチョコスフレ」 「赤い赤い花〜THE WILD FLOWER〜」                                                                                  | ゲーム『エンジェリック・コンサート』関連曲                                          |
| 5月23日  | ギャラクシーエンジェルA 第6巻特典CD                                                                                      | ノーマッド（かないみか） with エンジェル隊 | 「涙色ノンフィクション」 | テレビアニメ『ギャラクシーエンジェルA』関連曲                                       |
| 6月27日  | デ・ジ・キャラットにょ キャラクターシングルコレクション2                                                                 | ぷちこ（沢城みゆき） | 「ぷち・まいんど」 「しっぽの円舞曲」 | テレビアニメ『デ・ジ・キャラットにょ』関連曲                                        |
| 7月2日   | 想い出にかわる君 Memory Collection vol.6 百瀬環                                                                          | 百瀬環（沢城みゆき） | 「Tears for…」 | ゲーム『想い出にかわる君 〜Memories Off〜』関連曲                                   |
| 7月25日  | GALAXY ANGEL キャラクターファイル03 「ミント・ブラマンシュ」                                                             | ミント・ブラマンシュ（沢城みゆき） | 「テレパス・TV!」 「セレナーデ」 「in my heart（クラブ・リミックス）」                                                                               | 『ギャラクシーエンジェル』関連曲                                                    |
| 8月22日  | ギャラクシーエンジェルAA スペシャルCD エンジェルLOVE 〜メアリーの憂鬱〜 前篇                                             | エンジェル隊 | 「エンジェル！LOVE！〜序章〜」 | 『ギャラクシーエンジェル』関連曲                                                    |
| 8月22日  | ギャラクシーエンジェルAA スペシャルCD エンジェルLOVE 〜メアリーの憂鬱〜 前篇                                             | 影山ヒロノブとエンジェル'04 | 「エンジェル★うっきー」 | 『ギャラクシーエンジェル』関連曲                                                    |
| 10月24日 | ダイナマイト★I・N・G | D.U.P. | 「ダイナマイト★I・N・G」 | 『デ・ジ・キャラット』関連曲                                                        |
| 10月24日 | ダイナマイト★I・N・G | でじこ（真田アサミ）、うさだ（氷上恭子）、ぷちこ（沢城みゆき）、あかり（井口裕香） | 「PARTY NIGHT -Cyber Trance Version-」 | 『デ・ジ・キャラット』関連曲                                                        |
| 11月14日 | GALAXY ANGEL X'mas CD 2003 ANGEL X'mas                                                                                   | ミルフィーユ・桜葉（新谷良子）、蘭花・フランボワーズ（田村ゆかり）、ミント・ブラマンシュ（沢城みゆき） | 「Happy Holiday」 | 『ギャラクシーエンジェル』関連曲                                                    |
| 11月14日 | GALAXY ANGEL X'mas CD 2003 ANGEL X'mas                                                                                   | ミルフィーユ・桜葉（新谷良子）、ミント・ブラマンシュ（沢城みゆき） | 「どぅびどぅび♪シークレット」 | 『ギャラクシーエンジェル』関連曲                                                    |
| 11月14日 | Di Gi Charat X'mas CD 2003 Princess X'mas                                                                                | D.U.P. | 「Dancin' on the Radio」 「Bye-Bye Again」 | 『ギャラクシーエンジェル』関連曲                                                    |
| 11月28日 | ギャラクシーエンジェルAA スペシャルCD エンジェルLOVE 〜メアリーの憂鬱〜 後篇                                             | エンジェル隊 | 「あたためますか？」 「エンジェル！LOVE！〜フルサイズ〜」                                                                                            | 『ギャラクシーエンジェル』関連曲                                                    |
| 11月28日 | ギャラクシーエンジェルAA スペシャルCD エンジェルLOVE 〜メアリーの憂鬱〜 後篇                                             | ウォルコット中佐とその仲間たち | 「Happy Birthday」 | 『ギャラクシーエンジェル』関連曲                                                    |
| 2004年   | | | |                                                                                     |
| 2月25日  | ANGEL CHARGE | エンジェル隊 | 「b-b-LOVE!」 | 『ギャラクシーエンジェル』関連曲                                                    |
| 2月25日  | ANGEL CHARGE | ミント・ブラマンシュ（沢城みゆき） | 「セレナーデ」 | 『ギャラクシーエンジェル』関連曲                                                    |
| 2月25日  | ANGEL CHARGE | ミント・ブラマンシュ（沢城みゆき）、ヴァニラ・H（かないみか）、烏丸ちとせ（後藤沙緒里） | 「セシルの朝」 | 『ギャラクシーエンジェル』関連曲                                                    |
| 2月25日  | ミラクル☆ワンダーランド                                                                                                  | D.U.P. | 「ミラクル☆ワンダーランド」 「ダイスキ」 | 『ギャラクシーエンジェル』関連曲                                                    |
| 3月26日  | デ・ジ・キャラットにょ コンプリートみゅーじっく でじおん                                                                 | 華麗田さんと華麗な仲間達 | 「華麗田ミュージカル」 | 『デ・ジ・キャラット』関連曲                                                        |
| 3月26日  | ラジオドラマCD 銀のギャラクシーエンジェル                                                                                | 蘭花・フランボワーズ（田村ゆかり）、ミント・ブラマンシュ（沢城みゆき） | 「Wake me UP!（銀 Short Ver.）」 | 『ギャラクシーエンジェル』関連曲                                                    |
| 6月4日   | ワンダー☆PARTY☆ソリューション                                                                                            | D.U.P. | 「ワンダー☆PARTY☆ソリューション」 「メダス ココロ予報！」                                                                                            | 『デ・ジ・キャラット』関連曲                                                        |
| 6月23日  | D.C.P.S. 〜ダ・カーポ〜 プラスシチュエーション                                                                           | 工藤叶（沢城みゆき） | 「葉桜の下」 | ゲーム『D.C.P.S. 〜ダ・カーポ〜 プラスシチュエーション』関連曲                      |
| 6月25日  | GALAXY ANGEL Duet 3 ミント・ブラマンシュ&ヴァニラ・H                                                                     | ミント・ブラマンシュ（沢城みゆき）、ヴァニラ・H（かないみか） | 「瞳にユートピア」 「くっくー♪」 「瞳にユートピア 〜House mic〜」 「くっくー♪ 〜Before dawn mix〜」 「ピースフル銀河」                               | 『ギャラクシーエンジェル』関連曲                                                    |
| 7月22日  | ギャラクシーエンジェル ベストヴォーカルCD                                                                                | エンジェル隊 | 「涙色ノンフィクション」 | 『ギャラクシーエンジェル』関連曲                                                    |
| 7月23日  | エンジェル★ろっけんろー                                                                                                  | エンジェル隊 | 「エンジェル★ろっけんろー」 | テレビアニメ『ギャラクシーエンジェル』第4期オープニングテーマ                       |
| 7月23日  | ギャラクシーエンジェル 応募者全員サービス特製CD フルフル銀河                                                             | エンジェル隊 | 「フルフル銀河」 | 『ギャラクシーエンジェル』関連曲                                                    |
| 2005年   | | | |                                                                                     |
| 5月25日  | 偶然天使 | 極上生徒会執行部 | 「偶然天使」 | テレビアニメ『極上生徒会』エンディングテーマ                                        |
| 5月27日  | ギャラクシーエンジェル 毎月CD 3/6 ミント・ブラマンシュ                                                                   | ミント・ブラマンシュ（沢城みゆき） | 「Sweet Flavor」 | 『ギャラクシーエンジェル』関連曲                                                    |
| 8月26日  | ギャラクシーエンジェル Duetアルバム『ANGEL SHAKE』                                                                       | ミント・ブラマンシュ（沢城みゆき）、ヴァニラ・H（かないみか） | 「おつかいサンデー」 | 『ギャラクシーエンジェル』関連曲                                                    |
| 8月26日  | ギャラクシーエンジェル Duetアルバム『ANGEL SHAKE』                                                                       | エンジェル隊 | 「Yes Let's!」 | 『ギャラクシーエンジェル』関連曲                                                    |
| 10月28日 | GALAXY ANGELII & I デュエットCD（2） アニス・アジート&ミント・ブラマンシュ                                               | アニス・アジート（花村怜美）、ミント・ブラマンシュ（沢城みゆき） | 「夢で逢いまショウ！」 「イタズラidentity」 | 『ギャラクシーエンジェル』関連曲                                                    |
| 2006年   | | | |                                                                                     |
| 10月4日  | おとぎ銃士 赤ずきん キャラクターミニアルバム 第1巻 〜赤ずきん・白雪姫・いばら姫〜                                        | いばら姫（沢城みゆき） | 「夢咲きGarden」 | テレビアニメ『おとぎ銃士 赤ずきん』挿入歌                                           |
| 10月4日  | おとぎ銃士 赤ずきん キャラクターミニアルバム 第1巻 〜赤ずきん・白雪姫・いばら姫〜                                        | 四つ葉騎士団三銃士 | 「笑顔の宝物」 | テレビアニメ『おとぎ銃士 赤ずきん』エンディングテーマ                               |
| 11月29日 | おねがいマイメロディ 〜くるくるシャッフル！〜 キャラクターソングアルバム Boys                                            | 小暮駆（沢城みゆき） | 「・・キミが好きだよ」 | テレビアニメ『おねがいマイメロディ 〜くるくるシャッフル!〜』関連曲                  |
| 12月22日 | Winter Garden Sound Complete                                                                                             | プチ・キャラット（沢城みゆき） | 「Le petit jardin」 | テレビアニメ『ウィンターガーデン』挿入歌                                            |
| 2007年   | | | |                                                                                     |
| 1月11日  | おとぎ銃士 赤ずきん キャラクターミニアルバム 第2巻 〜三銃士&りんご〜                                                     | いばら姫（沢城みゆき） | 「ROSY」 | テレビアニメ『おとぎ銃士 赤ずきん』関連曲                                           |
| 3月7日   | ネギま!? うたのCD2 | モツ（斎藤千和）、シチミ（沢城みゆき） | 「ナポリタンのソース」 | テレビアニメ『ネギま!?』関連曲                                                      |
| 4月11日  | ネギま!? Sound Collection 〜CantusII〜                                                                                   | ネギ・スプリングフィールド（佐藤利奈）、アーニャ（斎藤千和）、ネカネ・スプリングフィールド（沢城みゆき） | 「1000%SPARKING!」 | テレビアニメ『ネギま!?』関連曲                                                      |
| 4月11日  | おとぎ銃士 赤ずきん キャラクターミニアルバム 第3巻 〜三銃士&グレーテル                                                   | いばら姫（沢城みゆき） | 「Live on the ground」 | テレビアニメ『おとぎ銃士 赤ずきん』関連曲                                           |
| 10月26日 | せつなさを越えて | ミント・ブラマンシュ（沢城みゆき） | 「せつなさを越えて」 | ゲーム『GALAXY ANGEL II 無限回廊の鍵』エンディングテーマ                            |
| 11月28日 | ユビキリ/ふれふれっぽんぽん！                                                                                            | 月村真由（門脇舞以）、北条麗華（沢城みゆき） | 「ユビキリ」 | テレビアニメ『ご愁傷さま二ノ宮くん』オープニングテーマ                              |
| 11月28日 | ユビキリ/ふれふれっぽんぽん！                                                                                            | 月村真由（門脇舞以）、北条麗華（沢城みゆき） | 「ふれふれっぽんぽん！」 | テレビアニメ『ご愁傷さま二ノ宮くん』エンディングテーマ                              |
| 2008年   | | | |                                                                                     |
| 2月6日   | ご愁傷さま二ノ宮くん キャラクター・ソング・アルバム 〜お色気パワーアップ！〜                                             | 北条麗華（沢城みゆき） | 「大きらい！愛してる♡」 「ユビキリ」 「ふれふれっぽんぽん！」                                                                                        | テレビアニメ『ご愁傷さま二ノ宮くん』関連曲                                          |
| 2月14日  | ドラゴノーツ -ザ・レゾナンス- ドラマ&キャラクターソングvol.2                                                             | ソウヤ・アキラ（沢城みゆき）、マキナ（後藤邑子） | 「Dual Force 〜ふたりのキズナ〜」 | テレビアニメ『ドラゴノーツ -ザ・レゾナンス-』関連曲                                 |
| 3月5日   | 素敵探偵ラビリンス 迷宮ソングシリーズVIII 日向マユキ                                                                     | 日向マユキ（沢城みゆき） | 「Brilliant Future」 「Brilliant Future -REMIX-」 | テレビアニメ『素敵探偵ラビリンス』関連曲                                            |
| 10月8日  | ストライクウィッチーズ エンディング・テーマ コンプリート・コレクション                                                   | ペリーヌ・クロステルマン（沢城みゆき）、エーリカ・ハルトマン（野川さくら） | 「ブックマーク ア・ヘッド（Type-6）」 | テレビアニメ『ストライクウィッチーズ』エンディングテーマ                            |
| 10月8日  | ストライクウィッチーズ エンディング・テーマ コンプリート・コレクション                                                   | 宮藤芳佳（福圓美里）、ペリーヌ・クロステルマン（沢城みゆき） | 「ブックマーク ア・ヘッド（Type-8）」 | テレビアニメ『ストライクウィッチーズ』エンディングテーマ                            |
| 10月8日  | ストライクウィッチーズ エンディング・テーマ コンプリート・コレクション                                                   | 坂本美緒（千葉紗子）、ペリーヌ・クロステルマン（沢城みゆき） | 「ブックマーク ア・ヘッド（Type-10）」 | テレビアニメ『ストライクウィッチーズ』エンディングテーマ                            |
| 10月8日  | ストライクウィッチーズ エンディング・テーマ コンプリート・コレクション                                                   | 宮藤芳佳（福圓美里）、坂本美緒（千葉紗子）、リネット・ビショップ（名塚佳織）、ペリーヌ・クロステルマン（沢城みゆき）、ミーナ・ディートリンデ・ヴィルケ（田中理恵）、ゲルトルート・バルクホルン（園崎未恵）、エーリカ・ハルトマン（野川さくら）、フランチェスカ・ルッキーニ（斎藤千和）、シャーロット・E・イェーガー（小清水亜美）、サーニャ・V・リトヴャク（門脇舞以）、エイラ・イルマタル・ユーティライネン（仲井絵里香） | 「ブックマーク ア・ヘッド（Type-11）」 | テレビアニメ『ストライクウィッチーズ』エンディングテーマ                            |
| 2009年   | | | |                                                                                     |
| 4月15日  | ストライクウィッチーズ 秘め歌コレクション4 宮藤芳佳&リネット・ビショップ&ペリーヌ・クロステルマン                        | 宮藤芳佳（福圓美里）、リネット・ビショップ（名塚佳織）、ペリーヌ・クロステルマン（沢城みゆき） | 「巴里の屋根の下」 「トライアングル・スクランブル」                                                                                                  | テレビアニメ『ストライクウィッチーズ』関連曲                                        |
| 4月15日  | ストライクウィッチーズ 秘め歌コレクション4 宮藤芳佳&リネット・ビショップ&ペリーヌ・クロステルマン                        | ペリーヌ・クロステルマン（沢城みゆき） | 「ブックマーク ア・ヘッド」 「Le ciel bleu」 | テレビアニメ『ストライクウィッチーズ』関連曲                                        |
| 8月3日   | 佰物語 | 阿良々木暦（神谷浩史）、戦場ヶ原ひたぎ（斎藤千和）、八九寺真宵（加藤英美里）、神原駿河（沢城みゆき）、千石撫子（花澤香菜）、羽川翼（堀江由衣）、忍野メメ（櫻井孝宏）、忍野忍（平野綾）、阿良々木火憐（喜多村英梨）、阿良々木月火（井口裕香） | 「思い出のアルバム」 「ありがとうさよなら」 | ドラマCD『佰物語』テーマソング                                                      |
| 10月20日 | Over Sky | 宮藤芳佳（福圓美里）、リネット・ビショップ（名塚佳織）、ペリーヌ・クロステルマン（沢城みゆき） | 「Over Sky（Type-3）」 | テレビアニメ『ストライクウィッチーズ2』エンディングテーマ                           |
| 10月20日 | Over Sky | 坂本美緒（世戸さおり）、ペリーヌ・クロステルマン（沢城みゆき） | 「Over Sky（Type-9）」 | テレビアニメ『ストライクウィッチーズ2』エンディングテーマ                           |
| 10月20日 | Over Sky | 宮藤芳佳（福圓美里）、坂本美緒（世戸さおり）、ミーナ・ディートリンデ・ヴィルケ（田中理恵）、ペリーヌ・クロステルマン（沢城みゆき）、リネット・ビショップ（名塚佳織）、エーリカ・ハルトマン（野川さくら）、ゲルトルート・バルクホルン（園崎未恵）、フランチェスカ・ルッキーニ（斎藤千和）、シャーロット・E・イェーガー（小清水亜美）、サーニャ・V・リトヴャク（門脇舞以）、エイラ・イルマタル・ユーティライネン（大橋歩夕） | 「Over Sky（Type-12）」 | テレビアニメ『ストライクウィッチーズ2』エンディングテーマ                           |
| 11月29日 | 化物語 BD・DVD第3巻特典CD                                                                                                | 神原駿河（沢城みゆき） | 「ambivalent world」 | テレビアニメ『化物語』オープニングテーマ                                            |
| 2011年   | | | |                                                                                     |
| 3月23日  | 君に届け Secret Party 〜北幌高校学校祭 アナザーサイド〜                                                                  | 矢野あやね（沢城みゆき）、吉田千鶴（三瓶由布子） | 「渚のシンドバッド」 | テレビアニメ『君に届け』関連曲                                                      |
| 3月23日  | 君に届け Secret Party 〜北幌高校学校祭 アナザーサイド〜                                                                  | 黒沼爽子（能登麻美子）、風早翔太（浪川大輔）、矢野あやね（沢城みゆき）、吉田千鶴（三瓶由布子）、真田龍（中村悠一）、胡桃沢梅（平野綾）、三浦健人（宮野真守） | 「きみにとどけ」 | テレビアニメ『君に届け』関連曲                                                      |
| 2012年   | | | |                                                                                     |
| 3月21日  | ストライクウィッチーズ劇場版 オリジナル・サウンドトラック                                                                | 石田燿子、第501統合戦闘航空団 with 服部静夏（内田彩） | 「約束の空へ 〜私のいた場所〜」 | 劇場アニメ『ストライクウィッチーズ 劇場版』主題歌                                   |
| 8月9日   | 夜桜四重奏〜ヨザクラカルテット〜 コミックス第12巻限定版付属CD「桜新町シンフォニア 〜kid,TABUCHI&FRIENDS like quartet〜」 | 五十音ことは（沢城みゆき） | 「MIRAIインストール」 | テレビアニメ『夜桜四重奏 〜ヨザクラカルテット〜』関連曲                             |
| 2013年   | | | |                                                                                     |
| 8月7日   | 弾けろ！しーきゅーぶ！                                                                                                   | ステラ女学院高等科C3部 | 「弾けろ！しーきゅーぶ！」 | テレビアニメ『ステラ女学院高等科C3部』エンディングテーマ                            |
| 11月20日 | ストライクウィッチーズ劇場版 秘め歌コレクション5                                                                         | ペリーヌ・クロステルマン（沢城みゆき） | 「ブループルミエ」 | 劇場アニメ『ストライクウィッチーズ 劇場版』関連曲                                   |
| 11月20日 | ストライクウィッチーズ劇場版 秘め歌コレクション5                                                                         | リネット・ビショップ（名塚佳織）、ペリーヌ・クロステルマン（沢城みゆき）、アメリー・プランシャール（矢作紗友里） | 「自由の歌」 「約束の空へ 〜私のいた場所〜」 | 劇場アニメ『ストライクウィッチーズ 劇場版』関連曲                                   |
| 11月20日 | ストライクウィッチーズ劇場版 秘め歌コレクション5                                                                         | リネット・ビショップ（名塚佳織）、ペリーヌ・クロステルマン（沢城みゆき） | 「国境をこえて」 | 劇場アニメ『ストライクウィッチーズ 劇場版』関連曲                                   |
| 11月27日 | 夜桜四重奏 キャラクターソングベスト&オリジナルサウンドトラック 桜新町の鳴らし方。                                        | 槍桜ヒメ（福圓美里）、七海アオ（藤田咲）、五十音ことは（沢城みゆき） | 「かしましかしまっ！」 | テレビアニメ『夜桜四重奏 〜ヨザクラカルテット〜』関連曲                             |
| 11月27日 | 夜桜四重奏 キャラクターソングベスト&オリジナルサウンドトラック 桜新町の鳴らし方。                                        | 槍桜ヒメ（福圓美里）、比泉秋名（梶裕貴）、七海アオ（藤田咲）、五十音ことは（沢城みゆき）、岸恭助（小野大輔）、岸桃華（戸松遥）、V・じゅり・F（大久保藍子）、V・りら・F（茅野愛衣） | 「またねとまたね」 | テレビアニメ『夜桜四重奏 〜ヨザクラカルテット〜』関連曲                             |
| 2014年   | | | |                                                                                     |
| 9月24日  | 花物語 BD・DVD第1巻特典CD                                                                                                | 神原駿河（沢城みゆき） | 「the last day of my adolescence」 | テレビアニメ『花物語』オープニングテーマ                                            |
| 10月22日 | ソードアート・オンラインII BD・DVD第1巻特典CD                                                                            | シノン（沢城みゆき） | 「SOLITARY BULLET」 | テレビアニメ『ソードアート・オンラインII』関連曲                                    |
| 11月26日 | ソードアート・オンラインII BD・DVD第2巻特典CD                                                                            | キリト（松岡禎丞）、シノン（沢城みゆき） | 「BLAZING BULLET」 | テレビアニメ『ソードアート・オンラインII』関連曲                                    |
| 11月26日 | ノーゲーム・ノーライフ BD・DVD第6巻特典CD                                                                                | 初瀬いづな（沢城みゆき） | 「おねがい☆すにゃいぱー」 | テレビアニメ『ノーゲーム・ノーライフ』オープニングテーマ                            |
| 2015年   | | | |                                                                                     |
| 1月28日  | シャイニング・レゾナンス ミュージックコレクション                                                                        | マリオン（沢城みゆき） | 「鏡の国のマリオネット」 | ゲーム『シャイニング・レゾナンス』関連曲                                            |
| 2月25日  | ソードアート・オンラインII BD・DVD第5巻特典CD                                                                            | 朝田詩乃（沢城みゆき） | 「RELIEF BULLET」 | テレビアニメ『ソードアート・オンラインII』関連曲                                    |
| 6月17日  | ストライクウィッチーズ Operation Victory Arrow vol.3 アルンヘムの橋 秘め歌コレクション                                   | ペリーヌ・クロステルマン（沢城みゆき）、リネット・ビショップ（名塚佳織） | 「Fly Chronicle」 | OVA『ストライクウィッチーズ Operation Victory Arrow』エンディングテーマ             |
| 6月17日  | ストライクウィッチーズ Operation Victory Arrow vol.3 アルンヘムの橋 秘め歌コレクション                                   | ペリーヌ・クロステルマン（沢城みゆき） | 「未来の夢を育てましょう」 | OVA『ストライクウィッチーズ Operation Victory Arrow』関連曲                         |
| 7月15日  | Go!プリンセスプリキュア ボーカルアルバム1 つよく、やさしく、美しく。                                                     | キュアスカーレット（沢城みゆき） | 「赤のコンチェルト」 | テレビアニメ『Go!プリンセスプリキュア』関連曲                                       |
| 7月15日  | Go!プリンセスプリキュア ボーカルアルバム1 つよく、やさしく、美しく。                                                     | キュアフローラ（嶋村侑）、キュアマーメイド（浅野真澄）、キュアトゥインクル（山村響）、キュアスカーレット（沢城みゆき） | 「つよく、やさしく、美しく。」 | テレビアニメ『Go!プリンセスプリキュア』関連曲                                       |
| 8月5日   | Delta Decision | エィハ（沢城みゆき）、婁（内田真礼）、メリル（照井春佳） | 「Delta Decision」 | テレビアニメ『ケイオスドラゴン 赤竜戦役』エンディングテーマ                         |
| 8月5日   | Delta Decision | エィハ（沢城みゆき）、婁（内田真礼）、メリル（照井春佳） | 「Tri-Axis」 | テレビアニメ『ケイオスドラゴン 赤竜戦役』関連曲                                     |
| 10月7日  | 夢は未来への道 | キュアフローラ（嶋村侑）、キュアマーメイド（浅野真澄）、キュアトゥインクル（山村響）、キュアスカーレット（沢城みゆき） | 「プリンセスの条件」 | テレビアニメ『Go!プリンセスプリキュア』挿入歌                                       |
| 11月11日 | Go!プリンセスプリキュア ボーカルアルバム2 〜For My Dream〜                                                               | キュアスカーレット（沢城みゆき） | 「ENDLESS TORCH」 | テレビアニメ『Go!プリンセスプリキュア』関連曲                                       |
| 11月11日 | Go!プリンセスプリキュア ボーカルアルバム2 〜For My Dream〜                                                               | 春野はるか（嶋村侑）、海藤みなみ（浅野真澄）、天ノ川きらら（山村響）、紅城トワ（沢城みゆき） | 「Joyful! プリキュアクリスマス」 | テレビアニメ『Go!プリンセスプリキュア』関連曲                                       |
| 2016年   | | | |                                                                                     |
| 3月16日  | 映画 プリキュアオールスターズ みんなで歌う♪奇跡の魔法! ミュージカルソングス                                              | 朝日奈みらい（高橋李依）、リコ（堀江由衣）、モフルン（齋藤彩夏）、春野はるか（嶋村侑）、海藤みなみ（浅野真澄）、天ノ川きらら（山村響）、紅城トワ（沢城みゆき）、パフ（東山奈央）、アロマ（古城門志帆） | 「あなたがいるから」 | 劇場アニメ『映画 プリキュアオールスターズ みんなで歌う♪奇跡の魔法!』関連曲          |
| 5月1日   | ストライクウィッチーズ 秘め歌コンプリートBOX STRIKE WITCHES                                                              | 宮藤芳佳（福圓美里）、坂本美緒（世戸さおり）、リネット・ビショップ（名塚佳織）、ペリーヌ・クロステルマン（沢城みゆき）、ミーナ・ディートリンデ・ヴィルケ（田中理恵）、ゲルトルート・バルクホルン（園崎未恵）、エーリカ・ハルトマン（野川さくら）、フランチェスカ・ルッキーニ（斎藤千和）、シャーロット・E・イェーガー（小清水亜美）、サーニャ・V・リトヴャク（門脇舞以）、エイラ・イルマタル・ユーティライネン（大橋歩夕） | 「Going up」 | 『ストライクウィッチーズ』関連曲                                                    |
| 5月1日   | ストライクウィッチーズ 秘め歌コンプリートBOX STRIKE WITCHES                                                              | ペリーヌ・クロステルマン（沢城みゆき） | 「Going up」 | 『ストライクウィッチーズ』関連曲                                                    |
| 2017年   | | | |                                                                                     |
| 1月25日  | 未来系ストライカーズ 美山椿芽 ver.                                                                                       | アルタイル・トルテ | 「未来系ストライカーズ」 | テレビアニメ『スクールガールストライカーズ Animation Channel』オープニングテーマ    |
| 1月25日  | 未来系ストライカーズ 沙島悠水 ver.                                                                                       | アルタイル・トルテ | 「未来系ストライカーズ」 | テレビアニメ『スクールガールストライカーズ Animation Channel』オープニングテーマ    |
| 1月25日  | 未来系ストライカーズ 澄原サトカ ver.                                                                                     | アルタイル・トルテ | 「未来系ストライカーズ」 | テレビアニメ『スクールガールストライカーズ Animation Channel』オープニングテーマ    |
| 1月25日  | 未来系ストライカーズ 菜森まな ver.                                                                                       | アルタイル・トルテ | 「未来系ストライカーズ」 | テレビアニメ『スクールガールストライカーズ Animation Channel』オープニングテーマ    |
| 1月25日  | 未来系ストライカーズ 夜木沼伊緒 ver.                                                                                     | アルタイル・トルテ | 「未来系ストライカーズ」 | テレビアニメ『スクールガールストライカーズ Animation Channel』オープニングテーマ    |
| 1月25日  | 未来系ストライカーズ 夜木沼伊緒 ver.                                                                                     | 夜木沼伊緒（沢城みゆき） | 「未来系ストライカーズ（夜木沼伊緒 ver.）」 「青春スパイク！」                                                                                       | テレビアニメ『スクールガールストライカーズ Animation Channel』関連曲                |
| 9月27日  | 劇場版 ソードアート・オンライン -オーディナル・スケール- BD・DVD特典CD                                                   | 篠崎里香（高垣彩陽）、朝田詩乃（沢城みゆき） | 「Break Beat Bark! –special ver.-」 | 劇場アニメ『劇場版 ソードアート・オンライン -オーディナル・スケール-』関連曲        |
| 2018年   | | | |                                                                                     |
| 1月24日  | スクールガールストライカーズ 〜トゥインクルメロディーズ〜 Melody Collection                                              | アルタイル・トルテ | 「Draglight」 | ゲーム『スクールガールストライカーズ 〜トゥインクルメロディーズ〜』関連曲           |
| 8月17日  | スクールガールストライカーズ 〜トゥインクルメロディーズ〜 Melody Collection Vol.2                                        | アルタイル・トルテ | 「キラキラ☆」 「無敵のメロディ」 | ゲーム『スクールガールストライカーズ 〜トゥインクルメロディーズ〜』関連曲           |
| 8月17日  | スクールガールストライカーズ 〜トゥインクルメロディーズ〜 Melody Collection Vol.2                                        | 夜木沼伊緒（沢城みゆき）、杏橋天音（伊瀬茉莉也） | 「I'll never cry」 | ゲーム『スクールガールストライカーズ 〜トゥインクルメロディーズ〜』関連曲           |
| 8月29日  | wicked prince | princess à la mode | 「wicked prince」 | ゲーム『〈物語〉シリーズ ぷくぷく』テーマソング                                     |
| 2019年   | | | |                                                                                     |
| 6月26日  | ストライクウィッチーズ 501部隊発進しますっ！ エンディング・テーマ・コレクション                                          | ペリーヌ・クロステルマン（沢城みゆき） | 「Treasure of life #11」 | テレビアニメ『ストライクウィッチーズ 501部隊発進しますっ！』エンディングテーマ      |
| 6月26日  | ストライクウィッチーズ 501部隊発進しますっ！ エンディング・テーマ・コレクション                                          | 第501統合戦闘航空団 | 「Treasure of life #12」 | テレビアニメ『ストライクウィッチーズ 501部隊発進しますっ！』エンディングテーマ      |
| 9月11日  | 新ワールドウィッチーズシリーズ秘め歌コレクション特別版 ディジョン篇                                                      | ペリーヌ・クロステルマン（沢城みゆき）、リネット・ビショップ（名塚佳織） | 「Fly up so high」 | 『ワールドウィッチーズ』関連曲                                                      |
| 10月2日  | ストライクウィッチーズ劇場版 501部隊発進しますっ！ ミュージック・コレクション                                            | 第501統合戦闘航空団、服部静夏（内田彩） | 「Treasure of life」 | 劇場アニメ『ストライクウィッチーズ 劇場版 501部隊発進しますっ！』エンディングテーマ |
| 10月2日  | ストライクウィッチーズ劇場版 501部隊発進しますっ！ ミュージック・コレクション                                            | 第501統合戦闘航空団 | 「Fly up so high」 | 劇場アニメ『ストライクウィッチーズ 劇場版 501部隊発進しますっ！』関連曲             |
| 2020年   | | | |                                                                                     |
| 9月9日   | ソードアート・オンライン アリシゼーション War of Underworld BD・DVD第5巻特典CD                                           | アスナ（戸松遥）、リーファ（竹達彩奈）、シノン（沢城みゆき） | 「Lightning the lives」 | テレビアニメ『ソードアート・オンライン アリシゼーション War of Underworld』関連曲   |
| 10月14日 | ソードアート・オンライン アリシゼーション War of Underworld BD・DVD第6巻特典CD                                           | キリト（松岡禎丞）、アスナ（戸松遥）、リーファ（竹達彩奈）、シノン（沢城みゆき）、ユージオ（島﨑信長） | 「Recovering the couragey」 | テレビアニメ『ソードアート・オンライン アリシゼーション War of Underworld』関連曲   |
| 12月8日  | ソードアート・オンライン アリシゼーション War of Underworld BD・DVD第8巻特典CD                                           | キリト（松岡禎丞）、アスナ（戸松遥）、リーファ（竹達彩奈）、シノン（沢城みゆき）、アリス（茅野愛衣）、ユージオ（島﨑信長） | 「Shining in the worlds」 | テレビアニメ『ソードアート・オンライン アリシゼーション War of Underworld』関連曲   |
| 2021年   | | | |                                                                                     |
| 2月24日  | ストライクウィッチーズ 第501統合戦闘航空団歌唱集-ペリーヌ・クロステルマン中尉-                                           | ペリーヌ・クロステルマン（沢城みゆき） | 「天地に祈りを」 「Over Sky」 | テレビアニメ『ストライクウィッチーズ ROAD to BERLIN』関連曲                         |
| 2月24日  | ストライクウィッチーズ 第501統合戦闘航空団歌唱集-ペリーヌ・クロステルマン中尉-                                           | ペリーヌ・クロステルマン（沢城みゆき） | 「君の翼に憧れて」 | テレビアニメ『ストライクウィッチーズ ROAD to BERLIN』エンディングテーマ             |
| 3月31日  | ワールドウィッチーズ発進しますっ！ 第501統合戦闘航空団発進しますっ！                                                     | 宮藤芳佳（福圓美里）、リネット・ビショップ（名塚佳織）、ペリーヌ・クロステルマン（沢城みゆき） | 「カラフルエブリデイ」 | テレビアニメ『ワールドウィッチーズ発進しますっ！』エンディングテーマ                |
| 3月31日  | ワールドウィッチーズ発進しますっ！ 第501統合戦闘航空団発進しますっ！                                                     | 第501統合戦闘航空団 | 「カラフルエブリデイ」 | テレビアニメ『ワールドウィッチーズ発進しますっ！』エンディングテーマ                |
| 7月21日  | ワールドウィッチーズ 秘め歌コレクション デン・ヘルダー篇                                                                 | 宮藤芳佳（福圓美里）、 ペリーヌ・クロステルマン（沢城みゆき）、 服部静夏（内田彩） | 「Resonance〜with heart〜」 | 『ワールドウィッチーズ』関連曲                                                      |
| 7月21日  | ワールドウィッチーズ 秘め歌コレクション デン・ヘルダー篇                                                                 | ペリーヌ・クロステルマン（沢城みゆき） | 「カラフルエブリデイ」 | 『ワールドウィッチーズ』関連曲                                                      |

### その他参加楽曲
| 発売日   | 商品名                                  | 歌                                                  | 楽曲                                      | 備考                                               |
| 2007年   | 2007年                                  | 2007年                                              | 2007年                                    | 2007年                                             |
| -------- | --------------------------------------- | --------------------------------------------------- | ----------------------------------------- | -------------------------------------------------- |
| 1月31日  | OH My JULIET.                           | LM.C / 台詞：沢城みゆき                             | 「OH MY JULIET.」                         | テレビアニメ『RED GARDEN』エンディングテーマ       |
| 8月17日  | 偽典セクサリス                          | 少女病 / 台詞：沢城みゆき                           |                                           |                                                    |
| 2009年   |                                         |                                                     |                                           |                                                    |
| 12月30日 | 慟哭ルクセイン                          | 少女病 / 台詞：沢城みゆき                           |                                           |                                                    |
| 12月23日 | 蒼白シスフェリア                        | 少女病 / 台詞：セクサリス（沢城みゆき）             |                                           |                                                    |
| 2010年   |                                         |                                                     |                                           |                                                    |
| 6月16日  | イドへ至る森へ至るイド                  | 沢城みゆき                                          |                                           | 『Sound Horizon』関連曲                            |
| 12月8日  | 残響レギオン                            | 少女病 / 台詞：セクサリス・ルクセイン（沢城みゆき） |                                           |                                                    |
| 12月15日 | Märchen                                 | 沢城みゆき                                          |                                           | 『Sound Horizon』関連曲                            |
| 2013年   |                                         |                                                     |                                           |                                                    |
| 10月9日  | ハロウィンと夜の物語                    | 沢城みゆき                                          |                                           | 『Sound Horizon』関連曲                            |
| 2015年   |                                         |                                                     |                                           |                                                    |
| 4月22日  | Nein                                    | 沢城みゆき                                          |                                           | 『Sound Horizon』関連曲                            |
| 8月5日   | 狂聲メリディエ                          | 少女病 / 台詞：セクサリス（沢城みゆき）             |                                           |                                                    |
| 2018年   |                                         |                                                     |                                           |                                                    |
| 5月9日   | LUPIN THE THIRD PART V〜SI BON! SI BON! | Yuji Ohno & Lupintic Six feat. 沢城みゆき           | 「シボン！シボン！」 「ナイショdeクラリ」 | テレビアニメ『ルパン三世 PART5』関連曲             |
| 5月9日   | LUPIN THE THIRD PART V〜SI BON! SI BON! | Yuji Ohno & Lupintic Six feat. 沢城みゆき           | 「セーヌの風に…（Adieu）」                | テレビアニメ『ルパン三世 PART5』エンディングテーマ |